# Алесандро Дел Пиеро
Алеса̀ндро Дел Пиѐро (на италиански: Alessandro Del Piero) е бивш италиански футболист, роден на 9 ноември 1974 г. в Конеляно. Неговата обичайна позиция е на поддържащ нападател между халфовата линия и нападението, но често е играл и на върха на атаката. Сред специалитетите му са головете от пряк свободен удар (44 до 11 януари 2009), дузпа и т.нар. гол „а ла Дел Пиеро“ – далечен фалцов удар от лявото крило, при който летящата бавно топка прехвърля вратаря и влиза в далечния горен ъгъл (видео). Считан за един от най-добрите футболисти в световен мащаб, той е рекордьор по мачове и голове за Ювентус (705 мача и 290 гола). Дел Пиеро изиграва 19 сезона в Ювентус от 1993 г. до лятото на 2012 и е дългогодишен капитан на отбора. С Италия печели Световното първенство в Германия (2006), сребърен медал от Евро 2000, както и две титли от Европейски първенства за младежи (1994 и 1996 г.). С Ювентус печели Шампионската лига през 1996 г., Междуконтиненталната купа през същата година, както и пет пъти Серия А. Сред многобройните му индивидуални отличия изпъкват наградата спортист на Италия за 2008 г., за италиански футболист №1 на Серия А за през 1998 и 2008 г. и двете голмайсторски титли – на Серия А (21 гола, 2007/2008) и Серия Б (20 гола, 2006/2007). Седем пъти извежда националния отбор като капитан. През 2000 г. е най-скъпоплатеният футболист в света с приход от 10 милиона евро от заплата, премии и реклами.
В Италия Дел Пиеро е известен и с прякора си Пинтурикио – сравняващ го с ренесансов художник.

## Семейство
| Але и Бруна 0 Але и Стефано |
| --------------------------- |

Дел Пиеро е роден в семейството на електротехника Джино и домакинята Бруна. Има по-голям с девет години брат – Стефано – който е играл за отбора на Сампдория, но се отказва поради контузия и е негов мениджър. Говори се, че има и по-малка с около двадесет години доведена сестра от румънски произход – Беатриче. За нея обаче се знае малко и не е сигурно дали тя въобще съществува.
Семейството на Алекс живее в Сан Вендемиано, малко градче близо до Конеляно. Като дете мечтата на Дел Пиеро е посети различни държави, но тъй като семейството му е бедно и няма пари за екскурзии, той иска да стане шофьор на камион, за да може да го направи. За да зарадва родителите си, Дел Пиеро комбинира тренировките с учението и заедно с брат си завършва счетоводство.
През юни 2005 г. Дел Пиеро се жени тайно за собственичката на моден бутик Соня Аморузо в малка църква само пред 12 избрани гости. Двамата се познават от 1999 г. На 10 февруари 2007 г. авторитетният спортен всекидневник Ла Гадзета дело Спорт излиза с водещата новина, че Соня е бременна и ще ражда през месец юни – нещо, което е опровергано от Але. Оказва се обаче, че вестникът не е далеч от истината, защото на 22 октомври 2007 г. се ражда първородният им син Тобиас.

## Първи стъпки във футбола
| С Джино и първата купа |
| ---------------------- |

Бащата Джино запалва сина си по футбола, водейки го на всякакви мачове и според Алекс той изиграва огромна, но ненатрапчива роля в изграждането му като футболист. Той не е от бащите, които стоят зад вратата и крещят на децата си как трябва да играят и никога не говори с Алекс и Стефано за футболните им успехи, защото не желае те да се опияняват от успехите. Като дете Дел Пиеро играе футбол заедно с двама свои приятели – Нелсо и Пиерпаоло, с които поддържа приятелски отношения. И тримата искат да станат професионални футболисти, но това успява да постигне само Алесандро. На седемгодишна възраст, Дел Пиеро започва да тренира в отбора на Сан Вендемиано. Първоначално играе като вратар – според майка му така той ще се поти по-малко и рискът да се разболее или контузи няма да е голям. Брат му Стефано обаче е на друго мнение и успява да убеди Бруна, че мястото на Алекс е сред нападателите. В Сан Вендемиано тренира под ръководството на бивш играч на Ювентус – Джузепе Галдеризи, за когото Алекс казва, че от него е научил всичко във футбола.
През 1988 г. е забелязан от скаути и скоро след това напуска семейния дом и отива в Падуа, където започва да тренира при юношите на едноименния отбор.

## Падуа, Серия Б (1991 – 1993)
| С екипа на Падуа Първият гол 0 |
| ------------------------------ |

През сезон 1991/1992 Дел Пиеро дебютира за мъжкия отбор на Падуа в Серия Б. Това става не без помощта на Анджело Ди Ливио и другите играчи от А отбора, които са впечатлени от младия футболист и убеждават треньора да го пусне в игра. През този сезон Алекс изиграва четири мача при мъжете. През сезон 1992/1993 Дел Пиеро има десет мача и вкарва първия си гол – при победата на Падуа с 5:0 срещу Тернана на 22 ноември 1992 г.
Един от шефовете на Падуа се обажда на свой приятел и президент на Ювентус – Джампиеро Бониперти – за да му предложи да закупи обещаващия талант. Бонипетри първоначално смята исканата трансферна сума за прекалено висока, но променя мнението си, когато вижда Алекс на живо. Милан също проявява интерес, но трансферната сума и по-бързата реакция на Ювентус отказват шефовете на отбора. В крайна сметка той и добрият му приятел Ди Ливио преминават в торинския гранд, като сделката за Дел Пиеро е за около 2 милиона евро.

## Ювентус (1993 – 2012)

### Нова звезда на футболния небосклон (1993 – 1995)
1993/1994
| Първи мачове с Юве Първият гол за Юве 0 |
| --------------------------------------- |

За Ювентус Дел Пиеро дебютира срещу Фоджа на 12 септември 1993 г., когато Джовани Трапатони го пуска в игра в 74-та минута. В следващия мач срещу Реджина – на 19 септември – той отново влиза като резерва в края и само минута по-късно отбелязва първия си гол с бялочерната фланелка. Следват още няколко влизания в игра от резервната скамейка, за да се стигне до дербито с Милан на 6 март 1994 г., когато Алекс изиграва първия си мач като титуляр. На 20 март Дел Пиеро изиграва най-добрия си мач през този сезон, отбелязвайки хеттрик срещу състава на Парма. Ювентус финишира на второ място в шампионата. Дел Пиеро записва общо 14 мача, два от които за Купата на УЕФА и един за Купата на Италия, и вкарва 5 гола. Това е нелошо постижение като се има предвид, че в нападение Ювентус разполага с играчи като Роберто Баджо, Фабрицио Раванели, Джанлука Виали и Андреас Мьолер. Контузията на Виали, заради която той пропуска по-голямата част от сезона, обаче допринася за налагането на Алекс в състава. В Евротурнирите дебютира на 15 септември срещу Локомотив Москва. На 13 март в мача срещу Дженоа Але получава два жълти картона и за първи път в кариерата си е изгонен от терена.
1994/1995
| Голът срещу Фиорентина |
| ---------------------- |

От сезон 1994/1995 треньор на Ювентус е Марчело Липи. Негова е заслугата Дел Пиеро да се превърне в една от звездите на Ювентус, не само защото окончателно налага Дел Пиеро в отбора. През лятото на 1994 г. Парма иска да закупи от Ювентус Дино Баджо. Първоначално той отказва офертата, а Ювентус предлага Дел Пиеро. Треньорът Невио Скала е харесал Алекс след трите му гола срещу неговия отбор и Парма приема предложението. В последния момент обаче всичко се проваля, като в основата на това е Липи, който блокира трансфера. Дел Пиеро от своя страна оправдава доверието на треньора си и след няколко красиви гола и други виртуозни изпълнения специалистите започват да го сравняват с Мишел Платини и Роберто Баджо. Един негов гол го прави известен и извън границите на Италия – в мача срещу Фиорентина, който Ювентус печели с 3:2 след като изостава с 0:2, Алекс вкарва победното попадение минута преди края, прехвърляйки вратаря от воле след дълъг пас от центъра на терена. В турнира за купата на УЕФА Дел Пиеро вкарва гол на ЦСКА в София (3:2 за ЦСКА), но впоследствие заради нередовен играч на ЦСКА е присъдена служебна загуба. Този сезон е много успешен за Старата госпожа. Ювентус печели шампионската титла в Италия след деветгодишно прекъсване. Към нея прибавя Купата на Италия, побеждавайки на финала Парма с общ резултат 3:0, и финал за Купата на УЕФА, в който играе пак срещу Парма, но губи с общ резултат 1:2. Дел Пиеро изиграва общо 50 мача и вкарва 10 гола: 29/8 за първенство, 10/1 за купата и 11/1 за Купата на УЕФА. Избран е в идеалния отбор на Серия А. На 25 март 1995 г. дебютира в националния отбор срещу Естония (4:1). Почетният президент на Юве Джани Анели му дава прякора Пинтурикио, сравнявайки стила на игра на Алекс с картините на известния италиански ренесансов художник. Но зад този прякор се крие и по-дълбок замисъл, защото точните думи на Анели са „Ако (Роберто) Баджо е Рафаело, Дел Пиеро е Пинтурикио“, с което той намеква, че младият Алекс има още много да учи, докато се утвърди като голяма звезда в калчото.

### Години на триумф (1995 – 1998)
1995/1996
| Але с купата на Шампионската лига |
| --------------------------------- |

Сезон 1995/1996 е повратен момент в кариерата на Дел Пиеро. През лятото Ювентус продава Роберто Баджо на Милан (според някои специалисти причината за това е Дел Пиеро), а Алекс подписва нов договор за пет години и около 11 милиона германски марки. Джани Анели и треньорът Липи са сигурни, че в лицето на Дел Пиеро имат прекрасен наследник на Баджо. Алесандро взима фланелката с легендарния номер 10, носен от неговите идоли – Мишел Платини и Баджо. Ювентус остава на второ място в шампионата, но за сметка на това печели Суперкупата на Италия (1:0 срещу Парма) и Шампионската лига (срещу Аякс – 1:1 след продължения и 5:3 след изпълнение на дузпи), като с основен принос за това е Дел Пиеро с ефектните си голове и други отигравания. Освен първия от вече споменатите голове „а ла Дел Пиеро“ (срещу Борусия Дортмунд) се помнят и попаденията му срещу Стяуа, Глазгоу Рейнджърс и Реал Мадрид. В края на 1995 г. Алекс става четвърти в класацията за Златната топка с 57 точки, като пред него са класирани Джордж Уеа (144 т.), Юрген Клинсман (108 т.) и Яри Литманен (67 т.). През този сезон Дел Пиеро записва 43 мача и 13 гола: 29/6 за първенство, 11/6 в Шампионската лига, 2/1 за Купата на Италия и 1/0 за Суперкупата на Италия.
1996/1997
| Срещу Трифон Иванов 0 С наградата за най-добър играч на финала за Междуконт. купа 0 Голът срещу Ривър Плейт 0 Голът срещу Борусия 0 |
| --- |

Преди началото на сезона Ювентус се разделя с част от звездите си като Раванели и Виали, но привлича качествени заместници като Зинедин Зидан, Кристиан Виери и Ален Бокшич. Дел Пиеро вече е номер 1 в атаката на отбора и от този сезон нататък (чак до идването на Фабио Капело) има гарантирано място в титулярния състав. В началото Але започва колебливо, но постепенно играта му се подобрява. В края на годината Дел Пиеро отново е класиран на четвърто място за Златната топка, този път с 69 точки и след Матиас Замер (144 т.), Роналдо (143 т.) и Алан Шиърър (107 т.). През декември в двубоя за Междуконтиненталната купа Ювентус побеждава Ривър Плейт с гол на Дел Пиеро, който е избран за играч на мача. През януари и февруари се играят мачовете за Суперкупата на Европа срещу Пари Сен Жермен – общ резултат 9:2 с два гола на Алекс във втората среща. В края на февруари Алекс получава контузия и пропуска мачовете на отбора си до средата на май – общо 12 във всички турнири. Той обаче е здрав за финала на Шампионската лига срещу Борусия Дортмунд. Влиза в игра през второто полувреме и вкарва поредния си гол-шедьовър – този път с пета, но Юве губи срещата с 3:1. През този сезон печели и втората си шампионска титла. Въпреки пропуснатите заради контузията мачове, Алекс е голмайстор на отбора във всички турнири. Статистиката за сезона изглежда по следния начин: общо мачове/голове 35/15, за първенство – 22/8, за Купата на Италия – 4/0, в Шампионската лига – 6/4, за Междуконтиненталната купа – 1/1 и за Суперкупата на Европа – 2/2.
1997/1998
| След спечелването на Скудетото |
| ------------------------------ |

През 2008 г. президентът на Интер Масимо Морати признава, че през 1997 г. е искал да купи Дел Пиеро, но в крайна сметка привлича Роналдо. Според някои от специалистите сезон 1997/1998 е най-добрият в кариерата на Алекс. Всичко започва със спечелването на Суперкупата на Италия след 3:0 срещу Виченца. Следват убедителни прояви в първенството и Шампионската лига – мачове, в които си партнира прекрасно с новопривлечения Филипо Индзаги. Във всички турнири двамата вкарват общо 59 гола. Але успява да отбележи два хеттрика – на 21 декември 1997 г. срещу Емполи (5:2) в Серия А (най-бързият хеттрик на Дел Пиеро – за 28 минути) и на 1 април 1998 г. в полуфинал на Шампионската лига срещу Монако (4:1). Кръг преди края на шампионата Юве си осигурява нова титла. На международната сцена достига за трета поредна година финал на Шампионската лига, но там целият отбор играе слабо срещу Реал Мадрид и губи с 1:0. Утешението за дел Пиеро е, че става голмайстор на тазгодишното издание на турнира с 10 гола, сред които някои доста красиви. През този сезон той изиграва общо 47 мача (в 46 от тях е титуляр) и вкарва 32 гола: за първенството – 32/21, за Шампионската лига – 10/10, за Купата на Италия – 4/1, за Суперкупата на Италия – 1/0. Алекс печели наградата за италиански футболист №1 на Серия А за сезон 1997/1998 г.

### Трудни години (1998 – 2001)
1998/1999
За Алекс сезон 1998/1999 е най-тежкият в кариерата му. Той не започва по най-добрия начин както за Дел Пиеро, така и за Ювентус. Слабото представяне на Световното първенство във Франция (въпреки достигнатият четвъртфинал) се отразява на Алекс и другите четирима италиански национали от Ювентус. Освен това срещу Юве започва разследване, след като Зденек Земан, който по това време е треньор на Рома, публично заявява, че в отбора се приема допинг, в резултат на което футболистите са заприличали на участници в турнир по културизъм. Разследването се проточва няколко години, футболисти, сред които Дел Пиеро, Роберто Баджо, Дидие Дешам и Зинедин Зидан са привикани като свидетели. През 2004 г. лекарят на отбора Рикардо Агрикола е признат за виновен в „спортна измама и опасно за здравето използване на забранени стимуланти извън всякаква терапевтика“ и получава присъда от 22 месеца лишаване от свобода, а изпълнителният директор на клуба Антонио Джираудо и играчите са оправдани. В крайна сметка Спортният арбитражен съд в Лозана решава, че Ювентус не трябва да връща спечелените в този период титли, защото употребените медикаменти не са били стриктно забранени. Агриколи е оправдан на втора инстанция.
| След контузията |
| --------------- |

Резултатите на отбора в началото на сезона са под очакваните – в първите 16 мача във всички турнири бианконерите записват 7 победи, 7 равенства и 2 загуби (включително 1:2 срещу Лацио). В края на мача срещу Удинезе, само ден преди да навърши 24 години, Дел Пиеро се контузва тежко (разкъсани предни и задни коленни връзки на левия крак), започва тренировки чак след пет месеца и пропуска остатъка от сезона, който не се развива добре за Ювентус – през февруари Марчело Липи подава оставка и е сменен от Карло Анчелоти, а отборът завършва на шесто място в класирането. Докато Алекс е контузен се появяват слухове за негов трансфер в Атлетико Мадрид (за 41 милиона долара) или Лацио. В крайна сметка на 29 юни той преподписва с Ювентус за нови пет години. Според договора той получава по 10 милиарда италиански лири годишно, което, заедно с приходите му от реклама, го прави най-скъпоплатеният футболист на света. Статистика за сезона: общо 14 мача и 3 гола, 8/2 за първенство, 4/0 за Шампионската лига, 1/0 за Купата на Италия и 1/1 за Суперкупата на Италия.
1999/2000
Преди началото на сезона треньорът Анчелоти заявява: „От момента в който Дел Пиеро се завърна ние сме най-подсиления отбор.“ Алекс се завръща на терена след 270 дни в мача от турнира Интертото срещу руския Ростселмаш, подавайки за един гол и сам вкарвайки още един след като се появява като резерва през второто полувреме. В Серия А Ювентус се представя значително по-добре, отколкото през миналия сезон. Осем кръга преди края Старата госпожа има аванс от девет точки пред Лацио, но губи сигурната в очите на някои титла в последния кръг след загуба срещу Перуджа. Струва си да се отбележи, че Алекс играе във всичките шампионатни мачове. В турнира за Купата на УЕФА Юве играе два мача срещу Левски, но Дел Пиеро не взима участие в тях. През този сезон Алекс остава в сянката на Филипо Индзаги и Дарко Ковачевич, които общо вкарват 46 гола във всички турнири. Изиграва общо 45 мача и отбелязва 12 гола: 34/9 за първенство, 2/1 за Купата на Италия, 6/1 за Купата на УЕФА и 3/1 за Купа Интертото.
2000/2001
| След гола срещу Бари |
| -------------------- |

През този сезон както Ювентус, така и самият Дел Пиеро отново не се представят по най-убедителния начин. За Алекс това е обяснимо – освен, че още не е достигнал добрата си форма отпреди контузията, той е обвиняван – дори от свои фенове – за загубата на Италия срещу Франция на финала Евро 2000, когато при резултат 1:0 за Италия той изпуска две отлични положения за гол и в крайна сметка французите печелят със златен гол. Затова започват да се затвърждават мненията, че след контузията Але няма да бъде същия, дори се носят слухове, че Джовани Анели е заявил, че Дел Пиеро вече няма да е галеникът в отбора и няма да се ползва с преференции при избора на титулярни нападатели. Стига се дори дотам, феновете да го обвиняват, че е в слаба форма и не се старае достатъчно и че е един от главните виновници за слабото представяне на отбора и да искат да напусне Старата госпожа. Въпреки че Ювентус разполага с отлични нападатели в лицето на Дел Пиеро, новопривлечения Давид Трезеге, Ковачевич и Индзаги, подпомагани от Зинедин Зидан, Едгар Давидс и други, отборът не може да предотврати отпадането от Шампионската лига още в груповата фаза и от турнира за Купата на Италия на осминафинал. В Серия А бианконерите завършват на второ място само на две точки след Рома. На 10 декември в мача срещу Парма Алекс получава нова контузия – този път разтегнати коленни връзки на десния крак – и отсъства от терените в продължение шест седмици. Нов повратен момент в кариерата на Дел Пеиро след тежката контузия през 1998 г. е смъртта на баща му Джино в седмицата преди мача с Бари на 18 февруари. Алекс пропуска всички тренировки на отбора, но на мача влиза като резерва и отбелязва победния гол малко преди края. Той посвещава този гол на баща си. След този мач Але започва да играе по познатия си начин и няколко години след това обяснява тази промяна по следния начин: „...смъртта на баща ми опрости моята игра. Съзнанието ми се лиши от някои мисли и съмнения, които ме мъчеха и за които съм размишлявал. Престанах да обръщам внимание на чуждото мнение за играта ми. Покрай болестта на татко разбрах, че има далеч по-неразрешими проблеми. Футболът беше моят живот, но животът не е само футбол. Добрата ми игра може би се дължи на факта, че осъзнах това.“ През този сезон често се случва играчи на Юве да получават червени картони (в домакинския мач срещу Хамбургер от Шампионската лига отборът остава с 9 играчи на терена още в 26-ата минута), а Алекс за втори път в кариерата си е един от тях – на 4 март в срещата с Удинезе получава два жълти картона. Равносметката от сезона: общо 33 мача и 9 гола; 25/9 в Серия А; 2/0 за Купата на Италия; 6/0 в Шампионската лига.

### Отново във форма (2001 – 2004)
2001/2002
| С трофея „Л. Берлускони“ |
| ------------------------ |

През този сезон Дел Пиеро отново е във вихъра си. Новият „стар“ треньор на Ювентус е Марчело Липи и това гарантира на Алекс титулярно място в атаката, където отново си партнира с Трезеге. Техен партньор в по-задни позиции вече е Павел Недвед, който идва на мястото на продадения Зинедин Зидан. Дел Пиеро и Трезеге са новата резултатна нападателна двойка на отбора след Дел Пиеро – Индзаги. Двамата вкарват общо 54 гола във всички турнири. На 29 август 2001 г. в мача срещу Венеция Алекс вкарва своя гол номер 100 за Ювентус. В първенството Юве тръгва добре, но следват няколко по-слаби мачове. Пет кръга преди края Интер има комфортна преднина, но бианконерите печелят всичките си мачове до края без допуснат гол (Дел Пиеро и Трезеге отбелязват по пет гола), а Интер печели само два и по този начин Ювентус печели титлата с една точка преднина пред Интер. Юве стига и до финал за Купата на Италия, но губи от Парма. Статистиката на Дел Пиеро: мачове/голове – 46/21, за първенство – 32/16, за купата – 4/1, за Шампионската лига – 10/4.
2002/2003
| Задна ножица |
| ------------ |

Следва поредният силен сезон за Алекс и Ювентус. В първите 12 мача във всички турнири Дел Пиеро отбелязва 12 гола. Този път обаче нападателната двойка с Трезеге не е толкова ефективна, защото французинът пропуска доста мачове заради контузии. От началото на февруари до средата на март Алекс също отсъства от терените, защото е контузен. Още в самото начало на сезона Юве печели Суперкупата на Италия срещу Парма, като Але отбелязва и двата гола в мача. През февруари отборът излиза на първо място в класирането и постепенно увеличава преднината си, печелейки Скудетото със седем точки аванс пред Интер. В Шампионската лига Юве стига до финала, но губи от Милан с 2:3 след изпълнение на дузпи (Дел Пиеро вкарва своята). Като цяло може да се каже, че Алекс носи отбора на гърба си през този сезон. Във всички турнири той отбелязва 23 гола – с 9 повече от втория в тази класация Недвед, въпреки че пропуска сравнително много мачове (в класацията по изиграни минути Алекс има почти 1300 минути по-малко от първенеца Джанлуиджи Буфон). Любопитен факт е, че в шест мача той вкарва по два гола. В първенството се нарежда на трето място сред най-добрите реализатори с 16 гола. Дел Пиеро изиграва общо 38 мача (23 гола). За първенството – 24 (16), в Шампионската лига – 13 (5), за Суперкупата на Италия – 1 (2).
2003/2004
| Със Суперкупата на Италия |
| ------------------------- |

През сезон 2003/2004 Дел Пиеро отново е преследван от контузии. Пропуска общо 20 мача във всички турнири, а само в девет от изиграните 31 играе пълни 90 минути. Давид Трезеге също продължително време е извън терена и отсъствието на двамата ключови играчи оказва лошо влияние на представянето на отбора – трето място в първенството, едва осминафинал в Шампионската лига, загубен финал за Купата на Италия. Единствената спечелена титла е Суперкупата на Италия, но това става в началото на сезона, когато и Дел Пиеро, и Ювентус като цяло все още се представят на ниво. Най-добрият момент за Алекс през сезона е мачът със Сиена на 18 януари – в него той отбелязва четвъртия хеттрик в кариерата си. Статистика: 31 мача (14 гола); първенство: 22 (8), Шампионска лига 4: (3); Купа на Италия: 4 (3); Суперкупа на Италия: 1 (0).

### Конфликтът с Капело (2004 – 2006)
2004/2005
| С шампионската титла Голът срещу Сиена 0 |
| ---------------------------------------- |

Този сезон е един от тези, в които Алекс редува добри и слаби мачове, но въпреки това успява да се стане (за четвърти път в кариерата си) най-добър голмайстор на отбора във всички турнири. Сезонът е белязан и с конфликта му с новия треньор Фабио Капело, за който Алекс признава в края на първенството. Капело често оставя Дел Пиеро резерва, а когато прави смени в такива мачове някои се съмняват, че нарочно се прави, че не вижда Алекс, докато Алекс се прави, че му е все едно, че не играе. Преди старта на сезона в Ювентус е привлечен Златан Ибрахимович. Капело залага на ротационния принцип и така в атака се редуват Дел Пиеро, Ибрахимович и Трезеге. Последният обаче отново е тормозен от контузии, но дори това не води до сигурно титулярно място за Алекс – в някои мачове той е заместван от Марсело Салайета. През сезона плъзват различни слухове – че Алекс си търси нов отбор (за което Джанлука Виали го съветва чрез медиите) и че лекарите на отбора умишлено бавят лечението на Трезеге, за да може Алекс да играе по-често. Ювентус печели първенството два кръга преди края, а малко преди това в решаващ мач срещу Милан Дел Пиеро е един от най-добрите на терена и асистира за единствения гол. И през този сезон не липсват красивите му голове, като един от най-хубавите е голът му с пета срещу Сиена през февруари. В шампионската лига отборът стига до четвъртфинал, където отпада от Ливърпул. През този сезон Алекс изиграва 41 мача (от 52 възможни и 37 като титуляр) и вкарва 17 гола. За първенство – 30/14, в Шампионската лига – 10/3, за Купата на Италия – 1/0.
2005/2006
| Награда за рекорда Гол № 183 0 |
| ------------------------------ |

Дел Пиеро отново има проблеми с Капело (започва като титуляр по-малко от половината мачове, в които е играл), но и поводи за радост. На 10 януари 2006 Алекс отбелязва хеттрик срещу Фиорентина за Купата на Италия. Първият от тези три гола е под номер 183 за Ювентус – така той подобрява рекорда на легендата Бониперти. Але обявява този гол за най-важен в кариерата си. Преди следващия мач получава награда, на която са изписани всичките му голове за отбора. Малко преди това шефовете в Ювентус показват, че държат на него, след като се разпространява новината, че са готови да му предложат нов договор до 2010 г. и място в управата на отбора след това. Подписването на нов договор обаче става факт почти две години по-късно. След победата на Ювентус срещу Интер като гост през февруари (Алекс влиза като резерва и вкарва победния гол) Дел Пиеро прави първата стъпка към примирие с Фабио Капело, заявявайки „Правилно е треньорът да ни сменя, особено нас, нападателите. Приемам това нормално. Ще излъжа, ако кажа, че съм щастлив, когато не играя. Но това важи за всички нас. Разбира се, когато влизаш и решаваш мача, е чудесно и по-този начин получаваш възнаграждение за труда.“ Ювентус финишира на първо място с три точки повече от Милан. Във всички турнири на сметката на Дел Пиеро има 45 мача и 20 гола: в Серия А – 33/12, в Шампионската лига – 7/3, за Купата на Италия – 4/5 и за Суперкупата на Италия – 1/0.

### Калчополи, сезон в Серия Б и две голмайсторски титли (2006 – 2008)
2006/2007
Радостта в Италия след спечелването на световното първенство е огромна и кара обществеността в страната да забрави за известно време съдийския скандал, който е разкрит през месец май 2006 г. В хода на разследването на този скандал са намерени неоспорими доказателства, че генералния директор на Ювентус Лучано Моджи е уреждал по телефона с официални лица от Италианската футболна федерация кои съдии да свирят на отбора в Серия А и Шампионската лига през сезон 2004/2005. Пет дни след триумфа на Италия на Световното първенство Федералният съд на Италия определя наказанията за замесените отбори и лица. Отборът на Ювентус е изхвърлен в Серия Б, трябва да започне сезона с -30 точки, а последните му две шампионски титли са отнети; Лацио и Фиорентина също са изпратени във втора дивизия с намален точков актив (съответно -7 и -12); на Милан са отнети 44 точки от миналия сезон и започва новия с -15, а Реджина започва новия сезон също с -15 точки. След серия контестации в крайна сметка наказанията са намалени – Ювентус остава в Серия Б, но започва сезона с -9 точки (на втора инстанция решението е -17), Лацио и Фиорентина са върнати в Серия А, но започват сезона съответно с -3 и -15 точки, Милан получава правото да играе в квалификациите за Шампионската лига и започва сезона с -8 точки, а Реджина – с -11. Въпреки намаленото наказание, нещата за Ювентус не изглеждат никак розови и опасността от продължителна криза е реална след като повече от половината титуляри напускат отбора – Лилиан Тюрам, Фабио Канаваро, Джанлука Дзамброта, Емерсон, Златан Ибрахимович и Патрик Виейра. Дел Пиеро първи от останалите звезди на отбора обявява, че няма намерение да напуска отбора, защото „един джентълмен никога не изоставя дамата си.“
| 20-те гола |
| ---------- |

Новият треньор на отбора е Дидие Дешан – бивш съотборник на Алекс. Под негово ръководство Дел Пиеро отново е твърд титуляр и повежда отбора, който сега е сплав от опитни играчи като Недвед, Буфон, Трезеге, Мауро Каморанези и Роберт Ковач и млади таланти като Джорджо Киелини, Клаудио Маркизио, Рафаеле Паладино и новопривлечения български нападател Валери Божинов, към първото място в крайното класиране (шест точки преднина пред Наполи и директна промоция в Серия А). Въпреки че не взима участие в седем от общо четиридесет и двата мача, Алекс печели голмайсторската титла на Серия Б с 20 попадения. Освен това той изиграва и своя мач № 500 за Юве (на 20 януари 2007 г. срещу Бари – вкарва и гол). Общо в първенството и за Купата на Италия Але записва 37 мача и 23 гола – 35/20 (два хеттрика) за първенството и 2/3 за Купата.
2007/2008
Дългоочакваният от феновете нов договор на Алекс става факт в късните часове на 16 октомври 2007 г. Контрактът е до 2010 г. с гарантирано място в ръководството на отбора след края на кариерата му. Не се знае обаче дали той ще стане част от ръководството точно през 2010 г., защото Дел Пиеро, който тогава ще бъде на 36 години, нееднократно заявява, че иска да играе поне до четиридесетгодишна възраст. Преговорите за договора се проточват над два месеца заради разногласия относно заплатата на Алекс, който не е съгласен тя да бъде намалена, още повече след като шефовете на отбора склоняват за увеличение на заплатите на Недвед, Трезеге и Каморанези. Дори има възможност той да напусне отбора след края на сезона, а оферти от други отбори не липсват – Милан, Интер, Палермо, Бреша, Шахтьор (Донецк), както и втородивизионния английски Куинс Парк Рейнджърс, чиито нови собственици Флавио Бриаторе и Бърни Екълстоун разполагат с нужните средства да задоволят изискванията на Дел Пиеро. В крайна сметка обаче Алекс се съгласява да подпише новия договор, като заплатата му през сезон 2008/2009 ще бъде намалена с 20% на 4 милиона евро, а в следващите два – съответно 3,7 и 3,5 милиона.
| Головете в Серия А |
| ------------------ |

Иначе сезонът започва колебливо за Дел Пиеро и в първите шест мача той отбелязва само един гол. Въпреки това Клаудио Раниери, който заменя напусналия заради разногласия с ръководството след края на миналия сезон Дешан, продължава да залага на Алекс, дори при наличието на новопривлечения Винченцо Якуинта. След подписването на новия договор формата на Алекс видимо се подобрява и той започва да вкарва гол след гол. В последния мач за сезона срещу Сампдория Алекс вкарва два гола и става едноличен голмайстор на Серия А – преди последния кръг той, съотборникът му Трезеге (и той вкарва гол срещу Сампдория) и Марко Бориело от Дженоа имат по 19 точни попадения. С това свое постижение Алекс отново записва името си в историята на италианския футбол. Само той и Паоло Роси (през 1976/1977 и 1977/1978 с Виченца) успяват да станат голмайстори на Серия Б и А в две последователни години. На 6 април Алекс подобрява и другия важен клубен рекорд – срещу Палермо изиграва своя мач номер 553 за Ювентус и задминава легендарния Гаетано Ширеа. В крайното класиране Ювентус заема третото място. Статистика за Дел Пиеро – общо 41 мача и 24 гола, от тях 37/21 за първенство и 4/3 за Купата на Италия.

### В преследване на нови рекорди (2008 – 2012)
Дел Пиеро продължава да преследва и подобрява клубни и национални рекорди и през сезон 2008/2009. На 29 ноември 2008 г. срещу Реджина той вкарва своя гол № 250 за Ювентус. С този гол подобрява рекорда на Бониперти за най-много голове в италианското първенство (Серия А и Б) – 179, а за да подобри рекорда на Бониперти само в Серия А му остават още 19 попадения. Алекс не е далеч и до счупването на друг рекорд, този път отнасящ се до играчи от всички италиански отбори, който свидетелства много за лоялността на даден играч към своя отбор – най-много голове за един италиански отбор. В тази класация лидер е Джузепе Меаца с 282 гола.
| Головете срещу Реал (0:2) Голът срещу Реал (2:1) 0 Голът срещу Зенит 0 |
| ---------------------------------------------------------------------- |

И докато в Серия А мерникът на Дел Пиеро не е много точен, то в Шампионската лига основната заслуга за доброто представяне на отбора е негова. В шест мача Алекс отбелязва пет гола (плюс трети кръг от квалификациите) – не само решаващи, но и красиви. В двата мача срещу Реал Мадрид отбелязва общо три гола. На мача в Мадрид, първа победа за отбора на този стадион от над 45 години, феновете на Реал изпращат двукратния голмайстор Дел Пиеро с аплодисменти при смяната му в края на мача. В края на годината Алекс получава още едно признание в родината си – избран е за спортист на годината в анкетата на държавната телевизия РАИ, като изпреварва с 40% от гласовете втория в класирането Валентино Роси. Освен това печели и наградата за италиански футболист №1 на Серия А за 2008 г. На 11 март 2009 г. отбелязва своя 50-и гол в международни мачове (срещу Челси в осминафинал от Шампионската лига).
На 17 юли 2009 г. удължава договорът си до 2011 година. На 14 февруари 2010 записва своят мач номер 445 в Серия А, като подобрява клубният рекорд. Месец по-късно Дел Пиеро вкарва два гола на Сиена, които са под №300 и 301 в кариерата му. На 5 февруари 2011 подобрява рекорда на Джанпието Бонипетри за най-много мачове с екипа на „старата госпожа“. На 18 октомври 2011 Алесандро обявява, че това ще е последният му сезон в Ювентус. Въпреки това, той изразява желанието си да играе поне до 40 години. Последният си мач за Юве изиграва срещу Аталанта, като вкарва и гол.

### ФК Сидни
През лятото на 2012 подписва с австралийския ФК Сидни. Първият си гол в Австралия вкарва срещу Нюкасъл Джетс. На 19 януари 2013 вкарва 4 гола за победата със 7 – 1 над Уелингтън Финикс.

## Национални отбори

### Юношески и младежки формации
Дел Пиеро преминава през юношеските формации на Италия до 17 (дебют през 1991 г., 3 мача, 1 гол) и до 18 години (дебют през 1992 г.,14 мача, 12 гола), преди да дебютира за младежкия национален отбор до 21 г. на 20 януари 1993 г. под ръководството на Чезаре Малдини. С тази формация печели две поредни европейски първенства – Франция 1994 и Испания 1996. Има 12 мача и 3 гола.

### ЕП 1996 и СП 1998 (1995 – 1998)
ЕП 1996
Дебютът на Алекс за мъжкия национален отбор е под ръководството на Ариго Саки в четвъртия мач на Италия от квалификациите за Евро 1996 на 25 март 1995 г. срещу Естония в Салерно (4:1). Той започва мача като титуляр заедно с Джанфранко Дзола и Фабрицио Раванели в атаката на отбора и играе до 69-ата минута. Дел Пиеро отбелязва първия си гол в своя мач номер 7 – срещу Литва (4:0) на 15 ноември 1995 г., също от квалификациите. В следващите два мача – приятелски срещи срещу Уелс (3:0) и Белгия (2:2) – той също вкарва по един гол. Италия се класира на второ място в предварителната група, а в група С на Европейското първенство в Англия противниците са Германия, Чехия и Русия. Първият мач е срещу Русия, а Алекс започва титуляр, но е сменен на почивката. Това е и единственият мач на Дел Пиеро на това европейско първенство, в което неговият отбор остава на трето място в предварителната група и отпада от надпреварата. В този квалификационен цикъл той изиграва общо 11 мача и вкарва 3 гола – 1 на Евро 1996 (като титуляр), 5 в квалификациите (и петте като титуляр, вкарва 1 гол) и 5 приятелски срещи (3 като титуляр, 2 гола).
СП 1998
| На СП 1998 |
| ---------- |

Дел Пиеро пропуска мачовете до края на 1996 г., защото не получава повиквателни от Ариго Саки. След треньорска смяна, новият треньор Чезаре Малдини го връща в отбора още в първия. За квалификациите за СП 1998 се връща и пренебрегваният от Саки Роберто Баджо и така конкуренцията в атаката на отбора става убийствена – Дел Пиеро, Баджо, Пиерлуиджи Казираги, Енрико Киеза, Фабрицио Раванели, Джанфранко Дзола, Кристиан Виери и Филипо Индзаги. Това обяснява и защо въпреки добрите изяви на Алекс в Ювентус той не винаги започва като титуляр в националния отбор; освен това пропуска и четири мача заради контузия. В баража за участие на световното първенство срещу Русия Дел Пиеро влиза като резерва и в двата мача. На самото първенство твърд титуляр в атаката на италианците е Виери, който през изминалия сезон е станал голмайстор на Серия А, а за другото титулярно място борбата е между Алекс и Филипо Индзаги, които са вкарали общо 59 гола за Ювентус през този сезон. Тифозите очакват най-много от Алекс, но въпреки че е титуляр в последния мач от предварителната група срещу Австрия, в осминафинала срещу Норвегия и четвъртфинала срещу Франция (загубен след изпълнения на дузпи), той не успява да оправдае гласуваното му доверие. В този квалификационен цикъл Алекс записва общо 12 мача и вкарва 5 гола: 4 мача на световното (3 като титуляр), 3 в квалификациите (в които не започва като титуляр) и 5 приятелски мача (4 като титуляр, 5 гола).

### ЕП 2000 и СП 2002 (1998 – 2002)
ЕП 2000
| На Евро 2000 |
| ------------ |

В първите два мача от квалификациите за Евро 2000 през 1998 г. Дел Пиеро започва като титуляр и отбелязва и двата гола при победата срещу Швейцария във втория. По всичко личи, че новият треньор на скуадра адзура Дино Дзоф ще залага на него като основен играч в отбора. В този момент обаче идва кошмарната контузия на Алекс и следващият му мач за националния отбор е точно 365 дни след този срещу Швейцария. В негово отсъствие Италия безпроблемно си осигурява място на европейското първенство. В отсъствието на контузения Виери Дино Дзоф залага на Франческо Тоти и Филипо Индзаги като титуляри в нападение в контролите преди и в първите мачове от турнира. Зад тях действа Стефано Фиоре, когото мнозина считат за новото златно момче на италианския футбол и на когото се възлагат много надежди, също както на Алекс преди броени години. В първите два мача от първенството Дел Пиеро влиза като резерва и играе общо 43 минути, но в третия мач срещу Швеция (който е без значение) играе през цялото време и вкарва победния гол (първи на голямо първенство), а специалистите започват да твърдят, че мястото му е на терена от самото начало на мачовете. Въпреки това, на четвъртфинала срещу Румъния той отново е на резервната скамейка и се появява в игра едва четвърт час преди края на срещата. На полуфинала срещу италианците се изправя един от фаворитите за титлата – домакинът Холандия. Италия печели след изпълнения на дузпи, а Алекс, въпреки че играе цял мач, остава почти незабележим на терена, защото Джанлука Дзамброта получава червен картон в средата на първото полувреме и холандците окупират вратата на Буфон. Финалът срещу Франция е един от мачовете, които феновете на националния отбор и по-специално на Дел Пиеро със сигурност не искат да си спомнят. Алекс се появява на терена в 53-тата минута, а две по-късно Марко Делвекио извежда Италия напред в резултата. По-късно Дел Пиеро изпуска две идеални положения за гол, реализирането на поне едно от които би решило изхода на двубоя. В последната минута обаче Силвен Вилтор изравнява резултата, а малко преди края на първото продължение Давид Трезеге отбелязва златен гол, който носи титлата на французите. Алекс е обявен за главен виновник за изгубената титла. Въпреки това той, както и останалите от отбора, получава най-високото отличие на Италия – Орден за заслуги към Италианската Република пета степен. Статистиката за този квалификационен цикъл: общо 13 мача и 4 гола, от които 6/1 на европейско първенство (2 мача като титуляр), 3/2 в квалификациите (2 пъти титуляр) и 4/1 в приятелски срещи (2 пъти титуляр).
СП 2002
| Голът срещу Мексико |
| ------------------- |

Скуадра Адзура отново е с нов треньор – Джовани Трапатони. Под негово ръководство Дел Пиеро започва като титуляр повечето от квалификационните мачове. В последния мач от групата срещу Унгария той отбелязва гола, който класира Италия на Световното първенство в Япония и Южна Корея. Там обаче е закотвен на резервната скамейка и в трите мача от груповата фаза. В последния от тях – срещу Мексико – частично се реваншира за пропуските срещу Франция преди две години, защото влиза в игра в края на мача и изравнява резултата (първи гол на Световно първенство), с което предотвратява срамното ранно отпадане на Италия. В следващата среща с Южна Корея Алекс е титуляр. Това е последният мач на Италия на това първенство, защото домакините печелят със златен гол, активно подпомагани от съдията, който свири спорна дузпа (спасена от Буфон), отменя редовен гол на Дамяно Томази и показва червен картон на Тоти за симулация, въпреки че такава няма. Дел Пиеро изиграва 16 мача и отбелязва 7 гола в този цикъл: на Световно първенство – 3/1, в квалификациите – 8/5, приятелски мачове – 5/1.

### ЕП 2004 и СП 2006 (2002 – 2006)
ЕП 2004
| На Евро 2004 |
| ------------ |

И в този квалификационен цикъл Дел Пиеро е титуляр във всички мачове, в които взима участие, включително и в тези от Европейското първенство в Португалия. Така за първи път в кариерата си участва във всички мачове на голям турнир. Въпреки головете, които вкарва по време на квалификациите, Алекс е критикуван от някои специалисти, които поставят въпроса дали Антонио Касано, който прави впечатляващ сезон с Рома, не трябва да играе на мястото на Дел Пиеро. На самото първенство обаче Трапатони намира място и за двамата в титулярния състав (с изключение на първия мач), като Касано се превръща в едно от откритията на шампионата, докато Алекс не се представя на ниво. В предварителната група той изиграва единствения си мач срещу България – Италия печели с 2:1, но отпада от турнира след като в другата среща Дания и Швеция завършват при удобния за тях резултат 2:2 с изравнително попадение в последната минута, което поражда съмнения за уговорка. Статистиката за Дел Пиеро: общо 14 мача и 5 гола, от тях – 3/0 на Европейското първенство, 6/5 в квалификациите и 5/0 приятелски мачове.
СП 2006
| Със световната купа 0 Голът срещу Германия |
| ------------------------------------------ |

Начело на Италия застава Марчело Липи – човекът, който налага Дел Пиеро в Ювентус. Това обаче не означава сигурно място за Алекс в националния отбор. Напротив – до края на 2005 г. той взима участие в едва 5 от 19 възможни мача. Това се дължи както на сравнително слабата моментна форма на Дел Пиеро, така и на желанието на Липи да експериментира с отбора. Дори се прокрадват съмнения, че Пинтурикио ще отпадне от състава за Световното първенство в Германия, а Алекс в типичен стил заявява в едно радиопредаване, че ако това се случи, ще напише със спрей „Липи е гей“. Дотам обаче не се стига, защото той попада сред избраниците на Липи. Въпреки че започва само един мач като титуляр (осминафинала срещу Австралия), Алекс има немалък принос за спечелването на титлата. Той удвоява с красив гол резултата на полуфинала срещу Германия, прекършвайки надеждите на домакините да се доберат до изравнителен гол в края на продълженията, а на финала срещу Франция е точен при изпълнението на дузпи, отбелязвайки четвъртата. След завръщането си в родината всеки от отбора е награден с Орден за заслуги към Италианската Република пета степен. Статистика: общо 13 мача и 3 гола: на Световно първенство – 5/1, квалификационни мачове – 2/1, приятелски мачове – 6/1.

### ЕП 2008 и СП 2010 (2006 – 2010)
ЕП 2008
| На Евро 2008 |
| ------------ |

Мерчело Липи се оттегля след спечелената титла и на негово място идва Роберто Донадони. Под негово ръководство Дел Пиеро взима участие в първите мачове от квалификациите, но след домакинското нулево равенство срещу Франция в началото на септември 2007 г. Донадони престава да праща повиквателни за Алекс. Това поражда недоумение сред специалисти, футболисти и фенове, защото Пинтурикио се намира във великолепна форма и не спира да вкарва голове за Ювентус. След въпросния мач Дел Пиеро е заявява, че не иска повече да бъде използван като полузащитник, защото в нападението се чувства най-добре и най-полезен за отбора, а отборът разполага с достатъчно полузащитници, които се справят по-добре от него с тази роля, Това обаче не обяснява защо Донадони не иска да го използва като нападател. В Италия започва кампания за връщането на Алекс в отбора като в негова подкрепа се обявяват играчът на Милан Андреа Пирло, почетният президент на Ювентус Лапо Елкан, Клаудио Раниери, Давид Трезеге, Салваторе Скилачи и др. В крайна сметка Донадони взима Алекс в отбора за последната контрола преди Европейското първенство в Австрия и Швейцария, както и за самото първенство. Дел Пиеро остава резерва при катастрофалната загуба от Холандия с 3:0, но след като се появява на терена той доста освежава играта на италианците. Това му осигурява титулярно място в следващия мач срещу Румъния, но в решаващата среща с Франция въобще не бива пуснат в игра. На четвъртфинала срещу Испания Италия губи след изпълнения на дузпи, а в медиите се прокрадва информация, че Дел Пиеро е предал Донадони, защото е отказал да бие първата дузпа, каквото е било решението на треньора, и е поискал да бие последната, до която обаче не се стигна. Не става ясно обаче защо въобще става въпрос за предателство след като Дел Пиеро винаги изпълнява последната или предпоследната дузпа, а в конкретния случай първата дузпа не беше изпусната, а вкарана от Фабио Гросо, още повече, че дори изпълнителите да се бяха изместили с едно място назад при първи изпълнител Дел Пиеро, при еднакво изпълни дузпи от играчите на двата отбора Италия пак би загубила. Статистика: общо 10 мача без отбелязан гол, на ЕП – 3 мача (1 като титуляр), квалификации – 5 мача (3 като титуляр), приятелски мачове – 2 (един като титуляр).
СП 2010
След разочароващото представяне на европейското първенство Донадони е уволнен и на негово място идва отново Марчело Липи. Под негово ръководство Дел Пиеро изиграва една приятелска среща и един мач от квалификациите за Световното първенство в Южна Африка. Липи не го вика за контролни мачове защото няма нужда да се уверява в качествата му и иска да даде шанс за изява на млади играчи от италианското първенство.

### Любопитно
| С Жан Алези и Норберт Хауг 0 Игра на голф с Каморанези 0 Алекс и Боно 0 Oasis – Lord Don't Slow Me Down |
| --- |

Дел Пиеро е и социално обвързан и използва своята слава и пари, за да подпомага борбата срещу рака, за което през 2006 г. получава награда от Италианската асоциация за борба с рака. Той е и патрон на училища за подготовка на кандидат-студенти.
Алекс има и други любими спортове освен футбола, особено баскетбол, тенис и голф. Негови приятели са баскетболистите Кевин Гарнет и Стийв Неш, бившият пилот от Формула 1 Жан Алези, новозеландският ръгбист Байрън Келъхър, колоездачът Еди Меркс, скиорът Кристиан Гедина, фехтовачите Маргерита Гранбаси и Андреа Касара и др.
Освен това обожава музиката и дори има няколко компилации с песни, подбрани от него. Голям фен е на Оуейсис и е приятел с братята Ноуъл и Лиъм Галахър, както и с Боно от U2, Крейг Дейвид, Андреас Кисър от Сепултура. Алекс дори участва в клипа на Оейзис към песента Lord Don't Slow Me Down. Според него Ноел Галахър е донесъл късмет на него и на отбора на Световното първенство през 2006 г. и го поканва в хотела на отбора след спечелването на титлата. Заедно с Марко Матераци се появява на сцената на концерт на Ролинг Стоунс в Милано скоро след Световното първенство. Също така само няколко дни след тежката си контузия през 1998 г. Алекс участва в раздаването на музикалните награди на MTV в Милано и заедно с Донатела Версаче връчва приза за най-добра група на Спайс Гърлс.
Приятели на Алекс от други сфери на шоубизнеса са Мис Италия 2004 и телевизионна водеща Кристина Киабото, актьорите Масимо Пису и Лучана Литицето, телевизионните водещи Фабио Фацио, Мадалена Корвалия Никола Савинои др.
Дел Пиеро е или е бил рекламно лице на Адидас, мотопеди Сузуки, минерална вода Уливето, марката очила Персол, Долче и Габана, IBM, EA Sports, както и на собствената си модна линия Cashus.
Дел Пиеро носи Олимпийския огън, когато той преминава през Торино за Зимната олимпиадата през 2006 г.

## Другите за него
За повече цитати от и за Дел Пиеро – Уикицитат
- Марчело Липи (бивш треньор на Ювентус и настоящ на Италия): „Алекс е истински пример за по-младите. Той винаги дава всичко от себе си в тренировъчния процес и въпреки напредналата си възраст, той не спира да се усъвършенства. Винаги съм имал нужда от футболисти, които обичат националния отбор и Дел Пиеро е един от тях.“[71]
- Клаудио Раниери (треньор на Ювентус): „Алекс е световна класа и нашият голмайстор. Разговарях с добрия ми приятел Арсен Венгер и му казах, че Дел Пиеро е като виното – с годините става по-добър. Той ми напомня на Джанфранко Дзола, който беше способен да играе първокласен футбол дори на 38 години.“[72]
- Ариго Саки (бивш треньор на Италия): „Алекс е завършен играч. За разлика от много други таланти, Дел Пиеро успя да реализира целия си потенциал, защото преди всичко е велика личност. Той е интелигентен, много културен и невероятно уравновесен във всяко нещо, с което се захване. Не зная обаче дали притежава управленския талант и обаянието на Джампиеро Бониперти, за да поеме клуба в ръцете си. Не разбирам защо всички решиха, че този негов избор (да остане в Ювентус след изхвърлянето на отбора в Серия Б) зависи само от признателността му към феновете, които винаги са го обожавали. Може да има и друга причина. Каквато и да е тя, неговото решение има огромна морална стойност.“[73]
- Карло Анчелоти (треньор на Милан): „Дел Пиеро е страхотен футболист и наистина е футболна икона. Всички деца в Италия му симпатизират, независимо дали са фенове на Милан, Интер, Рома или Лацио. Нещото, с което той се отличава от всички останали футболисти е, че има някаква страст към спорта, която го кара да върши фантастични и наглед нереални неща на терена.“[74]
- Диего Марадона (аржентински футболист): „Дел Пиеро е различен от Зинедин Зидан. Той обича играта, чувсвта я с душата си. Избирам него пред Зидан.“
- Салваторе Скилачи (бивш футболист на Ювентус): „Дел Пиеро е велик играч.“[57]
- Соня Аморузо (съпруга): „Той е идеалният съпруг, сигурна съм, че ще е идеален и като баща. Алесандро почти няма недостатъци. Умее да готви и въобще не е капризен, когато аз го сменям в кухнята.“[75]
- Лавиния Биаджоти (моден дизайнер): "Алекс е перфектният символ на „Made in Italy“. Той наистина е перфектен, защото се е превърнал в истинско знаме за феновете. Абсолютно се идентифицира с отбора, за който играе. Алекс е пример за младите. Той е едно от оръжията, с които можем да преборим обсебилото ни насилие по стадионите. За мен Дел Пиеро е истинският наследник на адвокат Анели. Имам чувството, че Але наследи целия му неотразим чар и обаяние. Той е ироничен, притежава и много свежа самоирония, но също е поучително хаплив в преценката и изказванията си. Той притежава мек и спокоен глас. Никога не повишава тон и не се кара. Дори когато се налага да отстоява своята позиция и мнение. Това показва, че е авторитетна и компетентна личност."[73]

## Успехи

### Ювентус
- 6х *  * Шампион на Италия: 1994/1995, 1996/1997, 1997/1998, 2001/2002, 2002/2003, 2011/2012
- 4х Вицешампион на Италия: 1993/1994, 1995/1996, 1999/2000, 2000/2001
- 1х  Шампион на Серия Б: 2006/2007
- 1х   Носител на Купата на Италия: 1994/1995
- 3х Финалист за Купата на Италия: 2001/2002, 2003/2004, 2011/2012
- 4х  Носител на Суперкупата на Италия: 1995, 1997, 2002, 2003
- 2х Финалист за Суперкупата на Италия: 1998, 2005
- 1х  Шампионска лига: 1995/1996
- 3х Финалист в Шампионската лига: 1996/1997, 1997/1998, 2002/2003
- 1х Носител на Междуконтиненталната купа: 1996
- 1х Финалист за Купата на УЕФА: 1994/1995
- 1х  Носител на Суперкупата на Европа: 1996
- 1хНосител на Купа Интертото: 1999

### Италия
- 1х Световен шампион: 2006
- 1х Финалист на Европейско първенство: 2000
- 2х Европейски шампион за младежи: 1994, 1996

### Индивидуални награди
- Голмайстор на Серия А: 2007/2008 (21 гола)
- Голмайстор на Серия Б: 2006/2007 (20 гола)
- Голмайстор на Шампионската лига: 1997/1998 (10 гола)
- Спортист на годината в Италия: 2008
- Награда Браво (връчвана на най-добрия млад играч в Европа): 1996
- Най-добър италиански играч в Серия А: 1998, 2008
- Златен крак (награда за действащи футболисти над 29 години с голям принос към най-популярната игра, успехи и обаяние): 2007
- Идеален отбор на годината според Асоциацията на европейските спортни списания (ESM): 1995/1996, 1996/1997, 1997/1998
- 49-о място в Юбилейната анкета на УЕФА за най-добър футболист за периода 1954 – 2004
- Включен във ФИФА 100, списъкът на Пеле с най-добрите футболисти по случай стогодишнината на ФИФА
- Носител на Орден за заслуги към Италианската Република пета степен (рицар): 2000
- Носител на Орден за заслуги към Италианската Република четвърта степен (офицер): 2006

## Рекорди

### За Ювентус

#### Мачове
| Общо                                                            | Общо                 | Общо   |
| Място                                                           | Име                  | Мачове |
| --------------------------------------------------------------- | -------------------- | ------ |
| 1                                                               | Алесандро Дел Пиеро* | 592    |
| 2                                                               | Гаетано Ширеа        | 552    |
| 3                                                               | Джузепе Фурино       | 528    |
| 4                                                               | Роберто Бетега       | 481    |
| 5                                                               | Дино Дзоф            | 476    |
| Последна промяна: 14 март 2009 * продължава да играе за Ювентус |                      |        |

| Първенство                                                      | Първенство                    | Първенство |
| Място                                                           | Име                           | Мачове     |
| --------------------------------------------------------------- | ----------------------------- | ---------- |
| 1                                                               | Джампиеро Бониперти           | 444        |
| 2                                                               | Алесандро Дел Пиеро*          | 424        |
| 3                                                               | Гаетано Ширеа Джовани Варлиен | 377        |
| 5                                                               | Джузепе Фурино                | 361        |
| Последна промяна: 14 март 2009 * продължава да играе за Ювентус |                               |            |

| Серия А                                                         | Серия А              | Серия А |
| Място                                                           | Име                  | Мачове  |
| --------------------------------------------------------------- | -------------------- | ------- |
| 1                                                               | Джампиеро Бониперти  | 444     |
| 2                                                               | Алесандро Дел Пиеро* | 389     |
| 3                                                               | Гаетано Ширеа        | 377     |
| 4                                                               | Джузепе Фурино       | 361     |
| 5                                                               | Сандро Салвадоре     | 331     |
| Последна промяна: 14 март 2009 * продължава да играе за Ювентус |                      |         |

| Копа Италия                                                     | Копа Италия                                                      | Копа Италия |
| Място                                                           | Име                                                              | Мачове      |
| --------------------------------------------------------------- | ---------------------------------------------------------------- | ----------- |
| 1                                                               | Джузепе Фурино                                                   | 89          |
| 16                                                              | Пиетро Анастази Джанкарло Мароки                                 | 51          |
| 18                                                              | Алесандро Дел Пиеро*                                             | 47          |
| 66                                                              | Павел Недвед Джовани Варлиен Силвио Лонгобуко Джанлука Дзамброта | 16          |
| Последна промяна: 12 март 2009 * продължава да играе за Ювентус |                                                                  |             |

| Суперкопа Италиана                                                 | Суперкопа Италиана                                              | Суперкопа Италиана |
| Място                                                              | Име                                                             | Мачове             |
| ------------------------------------------------------------------ | --------------------------------------------------------------- | ------------------ |
| 1                                                                  | Алесандро Дел Пиеро*                                            | 6                  |
| 2                                                                  | Алесио Такинарди                                                | 5                  |
| 3                                                                  | Алесандро Бириндели                                             | 4                  |
| 4                                                                  | Мауро Каморанези* Павел Недвед Анджело Ди Ливио Чиро Ферара ... | 3                  |
| Последна промяна: 4 декември 2008 * продължава да играе за Ювентус |                                                                 |                    |

| Серия Б                                                            | Серия Б                                                  | Серия Б |
| Място                                                              | Име                                                      | Мачове  |
| ------------------------------------------------------------------ | -------------------------------------------------------- | ------- |
| 1                                                                  | Джанлуиджи Буфон* Алесандро Бириндели Федерико Балцарети | 37      |
| 4                                                                  | Алесандро Дел Пиеро*                                     | 35      |
| 5                                                                  | Павел Недвед Мауро Каморанези* Жан-Ален Бумсонг          | 33      |
| Последна промяна: 4 декември 2008 * продължава да играе за Ювентус |                                                          |         |

| Международни                                                    | Международни         | Международни |
| Място                                                           | Име                  | Мачове       |
| --------------------------------------------------------------- | -------------------- | ------------ |
| 1                                                               | Алесандро Дел Пиеро* | 115          |
| 2                                                               | Алесио Такинарди     | 93           |
| 3                                                               | Гаетано Ширеа        | 87           |
| 4                                                               | Роберто Бетега       | 82           |
| 29                                                              | Павел Недвед         | 51           |
| Последна промяна: 12 март 2008 * продължава да играе за Ювентус |                      |              |

| Шампионска лига/КЕШ                                             | Шампионска лига/КЕШ  | Шампионска лига/КЕШ |
| Място                                                           | Име                  | Мачове              |
| --------------------------------------------------------------- | -------------------- | ------------------- |
| 1                                                               | Алесандро Дел Пиеро* | 90                  |
| 2                                                               | Алесио Такинарди     | 71                  |
| 3                                                               | Джанлука Песото      | 68                  |
| 4                                                               | Паоло Монтеро        | 59                  |
| 7                                                               | Павел Недвед         | 52                  |
| Последна промяна: 12 март 2008 * продължава да играе за Ювентус |                      |                     |

| Купа на УЕФА/на Панаирните градове                                 | Купа на УЕФА/на Панаирните градове            | Купа на УЕФА/на Панаирните градове |
| Място                                                              | Име                                           | Мачове                             |
| ------------------------------------------------------------------ | --------------------------------------------- | ---------------------------------- |
| 1                                                                  | Роберто Бетега                                | 52                                 |
| 2                                                                  | Франко Каузио Джузепе Фурино Сандро Салвадоре | 41                                 |
| 34                                                                 | Алесандро Дел Пиеро*                          | 19                                 |
| Последна промяна: 4 декември 2008 * продължава да играе за Ювентус |                                               |                                    |

#### Голове
| Общо                                                 | Общо                 | Общо   |
| Място                                                | Име                  | Голове |
| ---------------------------------------------------- | -------------------- | ------ |
| 1                                                    | Алесандро Дел Пиеро* | 257    |
| 2                                                    | Джампиеро Бониперти  | 182    |
| 3                                                    | Роберто Бетега       | 178    |
| 4                                                    | Омар Сивори          | 167    |
| 6                                                    | Давид Трезеге*       | 161    |
| Последна промяна: 14 март 2009 * продължава да играе |                      |        |

| Първенство                                           | Първенство           | Първенство |
| Място                                                | Име                  | Голове     |
| ---------------------------------------------------- | -------------------- | ---------- |
| 1                                                    | Алесандро Дел Пиеро* | 184        |
| 2                                                    | Джампиеро Бониперти  | 178        |
| 3                                                    | Феличе Борел         | 142        |
| 4                                                    | Омар Сивори          | 135        |
| 5                                                    | Давид Трезеге*       | 131        |
| Последна промяна: 14 март 2009 * продължава да играе |                      |            |

| Серия А                                              | Серия А              | Серия А |
| Място                                                | Име                  | Голове  |
| ---------------------------------------------------- | -------------------- | ------- |
| 1                                                    | Джампиеро Бониперти  | 180     |
| 2                                                    | Алесандро Дел Пиеро* | 164     |
| 3                                                    | Омар Сивори          | 135     |
| 4                                                    | Роберто Бетега       | 129     |
| 7                                                    | Давид Трезеге*       | 116     |
| Последна промяна: 14 март 2009 * продължава да играе |                      |         |

| Копа Италия                                             | Копа Италия           | Копа Италия |
| Място                                                   | Име                   | Голове      |
| ------------------------------------------------------- | --------------------- | ----------- |
| 1                                                       | Пиетро Анастази       | 30          |
| 2                                                       | Омар Сивори           | 24          |
| 3                                                       | Роберто Бетега        | 22          |
| 4                                                       | Алесандро Дел Пиеро*  | 20          |
| 5                                                       | Винченцо Якуинта* ... | 4           |
| Последна промяна: 4 декември 2008 * продължава да играе |                       |             |

| Суперкопа Италиана                                      | Суперкопа Италиана                                        | Суперкопа Италиана |
| Място                                                   | Име                                                       | Голове             |
| ------------------------------------------------------- | --------------------------------------------------------- | ------------------ |
| 1                                                       | Алесандро Дел Пиеро*                                      | 3                  |
| 2                                                       | Филипо Индзаги                                            | 2                  |
| 3                                                       | Давид Трезеге* Роберто Баджо Антонио Конте Джанлука Виали | 1                  |
| Последна промяна: 4 декември 2008 * продължава да играе |                                                           |                    |

| Серия Б                                                 | Серия Б              | Серия Б |
| Място                                                   | Име                  | Голове  |
| ------------------------------------------------------- | -------------------- | ------- |
| 1                                                       | Алесандро Дел Пиеро* | 20      |
| 2                                                       | Давид Трезеге*       | 15      |
| 3                                                       | Павел Недвед*        | 11      |
| 4                                                       | Рафаеле Паладино     | 8       |
| 7                                                       | Валери Божинов       | 5       |
| Последна промяна: 4 декември 2008 * продължава да играе |                      |         |

| Международни                                         | Международни                                 | Международни |
| Място                                                | Име                                          | Голове       |
| ---------------------------------------------------- | -------------------------------------------- | ------------ |
| 1                                                    | Алесандро Дел Пиеро*                         | 50           |
| 2                                                    | Давид Трезеге* Роберто Бетега Филипо Индзаги | 27           |
| 5                                                    | Роберто Баджо Пиетро Анастази                | 22           |
| Последна промяна: 12 март 2009 * продължава да играе |                                              |              |

| Шампионска лига/КЕШ                                  | Шампионска лига/КЕШ          | Шампионска лига/КЕШ |
| Място                                                | Име                          | Голове              |
| ---------------------------------------------------- | ---------------------------- | ------------------- |
| 1                                                    | Алесандро Дел Пиеро*         | 44                  |
| 2                                                    | Давид Трезеге*               | 27                  |
| 3                                                    | Мишел Платини Филипо Индзаги | 17                  |
| 5                                                    | Павел Недвед*                | 12                  |
| Последна промяна: 12 март 2008 * продължава да играе |                              |                     |

| Купа на УЕФА/на Панаирните градове                      | Купа на УЕФА/на Панаирните градове                 | Купа на УЕФА/на Панаирните градове |
| Място                                                   | Име                                                | Голове                             |
| ------------------------------------------------------- | -------------------------------------------------- | ---------------------------------- |
| 1                                                       | Роберто Бетега                                     | 19                                 |
| 37                                                      | Алесандро Дел Пиеро* Гаетано Ширеа Омар Сивори ... | 2                                  |
| Последна промяна: 4 декември 2008 * продължава да играе |                                                    |                                    |

| Най-много голове за един италиански отбор            | Най-много голове за един италиански отбор | Най-много голове за един италиански отбор |
| Място                                                | Име                                       | Голове                                    |
| ---------------------------------------------------- | ----------------------------------------- | ----------------------------------------- |
| 1                                                    | Джузепе Меаца (Интер)                     | 282                                       |
| 2                                                    | Алесандро Дел Пиеро*                      | 257                                       |
| 3                                                    | Анджело Скиавио (Болоня)                  | 253                                       |
| Последна промяна: 14 март 2009 * продължава да играе |                                           |                                           |

| Голмайстор на Серия Б и А в последователни сезони | Голмайстор на Серия Б и А в последователни сезони | Голмайстор на Серия Б и А в последователни сезони | Голмайстор на Серия Б и А в последователни сезони |
| Място                                             | Име                                               | Сезони                                            | Голове                                            |
| ------------------------------------------------- | ------------------------------------------------- | ------------------------------------------------- | ------------------------------------------------- |
| 1                                                 | Алесандро Дел Пиеро                               | 2006/2007 и 2007/2008                             | 20 и 21                                           |
| 2                                                 | Паоло Роси (Виченца)                              | 1976/1977 и 1977/1978                             | 21 и 24                                           |
| Последна промяна: 4 декември 2008                 |                                                   |                                                   |                                                   |

| Най-резултатна двойка нападатели на Ювентус за един сезон | Най-резултатна двойка нападатели на Ювентус за един сезон           | Най-резултатна двойка нападатели на Ювентус за един сезон | Най-резултатна двойка нападатели на Ювентус за един сезон |
| Място                                                     | Име                                                                 | Сезон                                                     | Общо голове                                               |
| --------------------------------------------------------- | ------------------------------------------------------------------- | --------------------------------------------------------- | --------------------------------------------------------- |
| 1                                                         | Ференц Хирзер и Пиеро Пасторе                                       | 1925/1926                                                 | 62 (35 и 26)                                              |
| 2                                                         | Омар Сивори и Джон Чарлс                                            | 1957/1958                                                 | 60 (31 и 29)                                              |
| 3                                                         | Алесандро Дел Пиеро и Филипо Индзаги                                | 1997/1998                                                 | 59 (32 и 27)                                              |
| 4                                                         | Омар Сивори и Джон Чарлс                                            | 1959/1960                                                 | 57 (31 и 26)                                              |
| 5                                                         | Феличе Борел и Джовани Ферари                                       | 1933/1934                                                 | 54 (36 и 18)                                              |
| 6                                                         | Давид Трезеге и Алесандро Дел Пиеро                                 | 2001/2002                                                 | 53 (32 и 21)                                              |
| 7                                                         | Фабрицио Раванели и Джанлука Виали Йон Хансен и Джампиеро Бониперти | 1994/1995 1951/1952                                       | 52 (30 и 22) 52 (30 и 22)                                 |
| Последна промяна: 4 декември 2008                         |                                                                     |                                                           |                                                           |

#### Други
| Най-много спечелени титли и купи с Ювентус                         | Най-много спечелени титли и купи с Ювентус   | Най-много спечелени титли и купи с Ювентус | Най-много спечелени титли и купи с Ювентус | Най-много спечелени титли и купи с Ювентус | Най-много спечелени титли и купи с Ювентус | Най-много спечелени титли и купи с Ювентус | Най-много спечелени титли и купи с Ювентус | Най-много спечелени титли и купи с Ювентус | Най-много спечелени титли и купи с Ювентус | Най-много спечелени титли и купи с Ювентус |
| Място                                                              | Име                                          | Брой                                       | СА                                         | КИ                                         | СИ                                         | КЕШ                                        | КНК                                        | КУ                                         | СЕ                                         | МК                                         |
| ------------------------------------------------------------------ | -------------------------------------------- | ------------------------------------------ | ------------------------------------------ | ------------------------------------------ | ------------------------------------------ | ------------------------------------------ | ------------------------------------------ | ------------------------------------------ | ------------------------------------------ | ------------------------------------------ |
| 1                                                                  | Алесандро Дел Пиеро                          | 15                                         | 7                                          | 1                                          | 4                                          | 1                                          | 0                                          | 0                                          | 1                                          | 1                                          |
| 2                                                                  | Гаетано Ширеа                                | 14                                         | 7                                          | 2                                          | 0                                          | 1                                          | 1                                          | 1                                          | 1                                          | 1                                          |
| 3                                                                  | Алесио Такинарди Чиро Ферара                 | 14                                         | 6                                          | 1                                          | 4                                          | 1                                          | 0                                          | 0                                          | 1                                          | 1                                          |
| 5                                                                  | Антонио Конте                                | 14                                         | 5                                          | 1                                          | 4                                          | 1                                          | 0                                          | 1                                          | 1                                          | 1                                          |
| 36                                                                 | Давид Трезеге Джанлуиджи Буфон* Павел Недвед | 6                                          | 4                                          | 0                                          | 2                                          | 0                                          | 0                                          | 0                                          | 0                                          | 0                                          |
| Последна промяна: 4 декември 2008 * продължава да играе за Ювентус |                                              |                                            |                                            |                                            |                                            |                                            |                                            |                                            |                                            |                                            |

| Най-много сезони в Ювентус                                         | Най-много сезони в Ювентус                            | Най-много сезони в Ювентус |
| Място                                                              | Име                                                   | Сезони                     |
| ------------------------------------------------------------------ | ----------------------------------------------------- | -------------------------- |
| 1                                                                  | Джовани Варлиен                                       | 17                         |
| 2                                                                  | Алесандро Дел Пиеро*                                  | 16                         |
| 3                                                                  | Джампиеро Бониперти Теобалдо Депетрини Джузепе Фурино | 15                         |
| 43                                                                 | Давид Трезеге* ...                                    | 9                          |
| Последна промяна: 4 декември 2008 * продължава да играе за Ювентус |                                                       |                            |

| Най-много поредни мачове с поне един гол от началото на сезон в ШЛ | Най-много поредни мачове с поне един гол от началото на сезон в ШЛ        | Най-много поредни мачове с поне един гол от началото на сезон в ШЛ | Най-много поредни мачове с поне един гол от началото на сезон в ШЛ |
| Място                                                              | Име                                                                       | Мачове                                                             | Сезон                                                              |
| ------------------------------------------------------------------ | ------------------------------------------------------------------------- | ------------------------------------------------------------------ | ------------------------------------------------------------------ |
| 1                                                                  | Алесандро Дел Пиеро* Сергей Ребров* (Динамо Киев)                         | 5                                                                  | 1995/1996 1997/1998                                                |
| 3                                                                  | Алесандро Дел Пиеро* Сони Андерсон (Олимпик Лион) Филипо Индзаги* (Милан) | 4                                                                  | 1997/1998 2002/2003 2002/2003                                      |
| 6                                                                  | Рууд ван Нистелрой* (Реал Мадрид)                                         | 3                                                                  | 2008/2009                                                          |
| Последна промяна: 4 декември 2008 * продължава да играе            |                                                                           |                                                                    |                                                                    |

### За националния отбор
| Най-много мачове за Италия                                      | Най-много мачове за Италия                  | Най-много мачове за Италия |
| Място                                                           | Име                                         | Мачове                     |
| --------------------------------------------------------------- | ------------------------------------------- | -------------------------- |
| 1                                                               | Паоло Малдини                               | 126                        |
| 2                                                               | Фабио Канаваро                              | 122                        |
| 3                                                               | Дино Дзоф                                   | 112                        |
| 4                                                               | Джачинто Факети                             | 94                         |
| 5                                                               | Алесандро Дел Пиеро                         | 91                         |
| 6                                                               | Джанлуиджи Буфон*                           | 90                         |
| 7                                                               | Франко Барези Джузепе Бергоми Марко Тардели | 81                         |
| Последна промяна: 12 март 2008 * продължава да играе за Ювентус |                                             |                            |

| Най-много мачове за Италия като играч на Юве                       | Най-много мачове за Италия като играч на Юве | Най-много мачове за Италия като играч на Юве |
| Място                                                              | Име                                          | Мачове                                       |
| ------------------------------------------------------------------ | -------------------------------------------- | -------------------------------------------- |
| 1                                                                  | Дино Дзоф                                    | 93                                           |
| 2                                                                  | Алесандро Дел Пиеро                          | 91                                           |
| 3                                                                  | Марко Тардели                                | 80                                           |
| 4                                                                  | Гаетано Ширеа                                | 78                                           |
| 5                                                                  | Антонио Кабрини                              | 73                                           |
| 6                                                                  | Клаудио Джентиле                             | 71                                           |
| 7                                                                  | Джанлуиджи Буфон*                            | 70                                           |
| Последна промяна: 4 декември 2008 * продължава да играе за Ювентус |                                              |                                              |

| Най-много голове за Италия        | Най-много голове за Италия                          | Най-много голове за Италия |
| Място                             | Име                                                 | Голове                     |
| --------------------------------- | --------------------------------------------------- | -------------------------- |
| 1                                 | Луиджи Рива                                         | 35                         |
| 2                                 | Джузепе Меаца                                       | 33                         |
| 3                                 | Силвио Пиола                                        | 30                         |
| 4                                 | Роберто Баджо Алесандро Дел Пиеро                   | 27                         |
| 6                                 | Алесандро Алтобели Адолфо Балончиери Филипо Индзаги | 25                         |
| 9                                 | Франческо Грациани Кристиан Виери                   | 23                         |
| Последна промяна: 4 декември 2008 |                                                     |                            |

| Най-много голове за Италия като играч на Юве | Най-много голове за Италия като играч на Юве | Най-много голове за Италия като играч на Юве |
| Място                                        | Име                                          | Голове                                       |
| -------------------------------------------- | -------------------------------------------- | -------------------------------------------- |
| 1                                            | Алесандро Дел Пиеро                          | 27                                           |
| 2                                            | Роберто Баджо Роберто Бетега                 | 19                                           |
| 4                                            | Филипо Индзаги                               | 15                                           |
| 5                                            | Паоло Роси                                   | 13                                           |
| 6                                            | Джовани Ферари                               | 10                                           |
| 7                                            | Антонио Кабрини                              | 9                                            |
| Последна промяна: 4 декември 2008            |                                              |                                              |

### Други
| Най-скъпоплатените футболисти за последните години – годишен сбор от заплата, премии и реклами | Най-скъпоплатените футболисти за последните години – годишен сбор от заплата, премии и реклами | Най-скъпоплатените футболисти за последните години – годишен сбор от заплата, премии и реклами | Най-скъпоплатените футболисти за последните години – годишен сбор от заплата, премии и реклами | Най-скъпоплатените футболисти за последните години – годишен сбор от заплата, премии и реклами | Най-скъпоплатените футболисти за последните години – годишен сбор от заплата, премии и реклами | Най-скъпоплатените футболисти за последните години – годишен сбор от заплата, премии и реклами | Най-скъпоплатените футболисти за последните години – годишен сбор от заплата, премии и реклами | Най-скъпоплатените футболисти за последните години – годишен сбор от заплата, премии и реклами | Най-скъпоплатените футболисти за последните години – годишен сбор от заплата, премии и реклами | Най-скъпоплатените футболисти за последните години – годишен сбор от заплата, премии и реклами | Най-скъпоплатените футболисти за последните години – годишен сбор от заплата, премии и реклами | Най-скъпоплатените футболисти за последните години – годишен сбор от заплата, премии и реклами | Най-скъпоплатените футболисти за последните години – годишен сбор от заплата, премии и реклами | Най-скъпоплатените футболисти за последните години – годишен сбор от заплата, премии и реклами |
| 1999                                                                                           | 1999                                                                                           | 1999                                                                                           | 2000                                                                                           | 2000                                                                                           | 2000                                                                                           | 2001                                                                                           | 2001                                                                                           | 2001                                                                                           | 2002                                                                                           | 2002                                                                                           | 2002                                                                                           | 2003                                                                                           | 2003                                                                                           | 2003                                                                                           |
| #                                                                                              | Име                                                                                            | Млн. €                                                                                         | #                                                                                              | Име                                                                                            | Млн. €                                                                                         | #                                                                                              | Име                                                                                            | Млн. €                                                                                         | #                                                                                              | Име                                                                                            | Млн. €                                                                                         | #                                                                                              | Име                                                                                            | Млн. €                                                                                         |
| ---------------------------------------------------------------------------------------------- | ---------------------------------------------------------------------------------------------- | ---------------------------------------------------------------------------------------------- | ---------------------------------------------------------------------------------------------- | ---------------------------------------------------------------------------------------------- | ---------------------------------------------------------------------------------------------- | ---------------------------------------------------------------------------------------------- | ---------------------------------------------------------------------------------------------- | ---------------------------------------------------------------------------------------------- | ---------------------------------------------------------------------------------------------- | ---------------------------------------------------------------------------------------------- | ---------------------------------------------------------------------------------------------- | ---------------------------------------------------------------------------------------------- | ---------------------------------------------------------------------------------------------- | ---------------------------------------------------------------------------------------------- |
| 1                                                                                              | Роналдо                                                                                        | 6.4                                                                                            | 1                                                                                              | Дел Пиеро                                                                                      | 10                                                                                             | 1                                                                                              | Зидан                                                                                          | 12.35                                                                                          | 1                                                                                              | Зидан                                                                                          | 13.6                                                                                           | 1                                                                                              | Бекъм                                                                                          | 15                                                                                             |
| 2                                                                                              | Бекъм                                                                                          | 4.42                                                                                           | 2                                                                                              | Роналдо                                                                                        | 8.4                                                                                            | 2                                                                                              | Батистута                                                                                      | 9.15                                                                                           | 2                                                                                              | Бекъм                                                                                          | 10.3                                                                                           | 2                                                                                              | Зидан                                                                                          | 14                                                                                             |
| 3                                                                                              | Зидан                                                                                          | 4.34                                                                                           | 3                                                                                              | Виери                                                                                          | 6                                                                                              | 3                                                                                              | Роналдо                                                                                        | 7.9                                                                                            | 3                                                                                              | Батистута                                                                                      | 10.04                                                                                          | 3                                                                                              | Роналдо                                                                                        | 11.7                                                                                           |
| 4                                                                                              | Виери                                                                                          | 4.12                                                                                           | 4                                                                                              | Бекъм                                                                                          | 5.6                                                                                            | 4                                                                                              | Раул                                                                                           | 7.8                                                                                            | 4                                                                                              | Наката                                                                                         | 9.45                                                                                           | 4                                                                                              | Фърдинанд                                                                                      | 9.62                                                                                           |
| 5                                                                                              | Ривалдо                                                                                        | 4.05                                                                                           | 5                                                                                              | Батистута                                                                                      | 5.4                                                                                            | 5                                                                                              | Дел Пиеро                                                                                      | 7.7                                                                                            | 5                                                                                              | Роналдо                                                                                        | 9.22                                                                                           | 5                                                                                              | Дел Пиеро                                                                                      | 9.55                                                                                           |
| 6                                                                                              | Дел Пиеро                                                                                      | 4                                                                                              | 6                                                                                              | Шиърър                                                                                         | 5.34                                                                                           | 6                                                                                              | Ривалдо                                                                                        | 7.6                                                                                            | 6                                                                                              | Виери                                                                                          | 8.91                                                                                           | 6                                                                                              | Наката                                                                                         | 9.36                                                                                           |
| 7                                                                                              | Р. Карлош                                                                                      | 3.9                                                                                            | 7                                                                                              | Анелка                                                                                         | 5.2                                                                                            | 7                                                                                              | Виери                                                                                          | 7.58                                                                                           | 7                                                                                              | Раул                                                                                           | 8.65                                                                                           | 7                                                                                              | Раул                                                                                           | 9.3                                                                                            |
| 8                                                                                              | Шиърър                                                                                         | 3.8                                                                                            | 8                                                                                              | Макманамън                                                                                     | 5                                                                                              | 8                                                                                              | Наката                                                                                         | 7.17                                                                                           | 8                                                                                              | Рекоба                                                                                         | 8.61                                                                                           | 8                                                                                              | Виери                                                                                          | 9.28                                                                                           |
| 9                                                                                              | Батистута                                                                                      | 3.7                                                                                            | 9                                                                                              | Наката                                                                                         | 4.9                                                                                            | 9                                                                                              | Фиго                                                                                           | 6.9                                                                                            | 9                                                                                              | Фиго                                                                                           | 8.5                                                                                            | 9                                                                                              | Оуен                                                                                           | 8.9                                                                                            |
| 10                                                                                             | Ефенберг                                                                                       | 3.6                                                                                            | 10                                                                                             | Зидан                                                                                          | 4.7                                                                                            | 10                                                                                             | Бекъм                                                                                          | 6.4                                                                                            | 10                                                                                             | Кембъл                                                                                         | 8.4                                                                                            | 10                                                                                             | Рой Кийн                                                                                       | 8.65                                                                                           |

| Най-скъпоплатените футболисти за последните години – годишен сбор от заплата, премии и реклами | Най-скъпоплатените футболисти за последните години – годишен сбор от заплата, премии и реклами | Най-скъпоплатените футболисти за последните години – годишен сбор от заплата, премии и реклами | Най-скъпоплатените футболисти за последните години – годишен сбор от заплата, премии и реклами | Най-скъпоплатените футболисти за последните години – годишен сбор от заплата, премии и реклами | Най-скъпоплатените футболисти за последните години – годишен сбор от заплата, премии и реклами | Най-скъпоплатените футболисти за последните години – годишен сбор от заплата, премии и реклами | Най-скъпоплатените футболисти за последните години – годишен сбор от заплата, премии и реклами | Най-скъпоплатените футболисти за последните години – годишен сбор от заплата, премии и реклами | Най-скъпоплатените футболисти за последните години – годишен сбор от заплата, премии и реклами | Най-скъпоплатените футболисти за последните години – годишен сбор от заплата, премии и реклами | Най-скъпоплатените футболисти за последните години – годишен сбор от заплата, премии и реклами | Най-скъпоплатените футболисти за последните години – годишен сбор от заплата, премии и реклами | Най-скъпоплатените футболисти за последните години – годишен сбор от заплата, премии и реклами | Най-скъпоплатените футболисти за последните години – годишен сбор от заплата, премии и реклами |
| 2004                                                                                           | 2004                                                                                           | 2004                                                                                           | 2005                                                                                           | 2005                                                                                           | 2005                                                                                           | 2006                                                                                           | 2006                                                                                           | 2006                                                                                           | 2007                                                                                           | 2007                                                                                           | 2007                                                                                           | 2008                                                                                           | 2008                                                                                           | 2008                                                                                           |
| #                                                                                              | Име                                                                                            | Млн. €                                                                                         | #                                                                                              | Име                                                                                            | Млн. €                                                                                         | #                                                                                              | Име                                                                                            | Млн. €                                                                                         | #                                                                                              | Име                                                                                            | Млн. €                                                                                         | #                                                                                              | Име                                                                                            | Млн. €                                                                                         |
| ---------------------------------------------------------------------------------------------- | ---------------------------------------------------------------------------------------------- | ---------------------------------------------------------------------------------------------- | ---------------------------------------------------------------------------------------------- | ---------------------------------------------------------------------------------------------- | ---------------------------------------------------------------------------------------------- | ---------------------------------------------------------------------------------------------- | ---------------------------------------------------------------------------------------------- | ---------------------------------------------------------------------------------------------- | ---------------------------------------------------------------------------------------------- | ---------------------------------------------------------------------------------------------- | ---------------------------------------------------------------------------------------------- | ---------------------------------------------------------------------------------------------- | ---------------------------------------------------------------------------------------------- | ---------------------------------------------------------------------------------------------- |
| 1                                                                                              | Бекъм                                                                                          | 22.4                                                                                           | 1                                                                                              | Бекъм                                                                                          | 25                                                                                             | 1                                                                                              | Роналдиньо                                                                                     | 23                                                                                             | 1                                                                                              | Роналдиньо                                                                                     | 24                                                                                             | 1                                                                                              | Бекъм                                                                                          | 31                                                                                             |
| 2                                                                                              | Роналдо                                                                                        | 16.5                                                                                           | 2                                                                                              | Роналдо                                                                                        | 19.6                                                                                           | 2                                                                                              | Бекъм                                                                                          | 18                                                                                             | 2                                                                                              | Бекъм                                                                                          | 17                                                                                             | 2                                                                                              | Роналдиньо                                                                                     | 24.1                                                                                           |
| 3                                                                                              | Зидан                                                                                          | 14                                                                                             | 3                                                                                              | Зидан                                                                                          | 13                                                                                             | 3                                                                                              | Роналдо                                                                                        | 17.4                                                                                           | 3                                                                                              | Анри                                                                                           | 15.7                                                                                           | 3                                                                                              | Меси                                                                                           | 23                                                                                             |
| 4                                                                                              | Виери                                                                                          | 11.1                                                                                           | 4                                                                                              | Виери                                                                                          | 12                                                                                             | 4                                                                                              | Руни                                                                                           | 16.1                                                                                           | 4                                                                                              | Балак                                                                                          | 15.3                                                                                           | 4                                                                                              | К. Роналдо                                                                                     | 19.5                                                                                           |
| 5                                                                                              | Дел Пиеро                                                                                      | 10.05                                                                                          | 5                                                                                              | Дел Пиеро                                                                                      | 9.5                                                                                            | 5                                                                                              | Виери                                                                                          | 16                                                                                             | 5                                                                                              | Роналдо                                                                                        | 15.2                                                                                           | 5                                                                                              | Анри                                                                                           | 16.8                                                                                           |
| 6                                                                                              | Роналдиньо                                                                                     | 10                                                                                             | 6                                                                                              | Лампард                                                                                        | 9.4                                                                                            | 6                                                                                              | Зидан                                                                                          | 15                                                                                             | 6                                                                                              |                                                                                                |                                                                                                | 6                                                                                              | Тери                                                                                           | 13.9                                                                                           |
| 7                                                                                              | Раул                                                                                           | 9.3                                                                                            | 7                                                                                              | Раул                                                                                           | 9.3                                                                                            | 7                                                                                              | Дел Пиеро                                                                                      | 11.5                                                                                           | 7                                                                                              |                                                                                                |                                                                                                | 7                                                                                              | Балак                                                                                          | 13.8                                                                                           |
| 8                                                                                              | Оуен                                                                                           | 9.1                                                                                            | 8                                                                                              | Анри                                                                                           | 9.2                                                                                            | 8                                                                                              | Лампард                                                                                        | 9.8                                                                                            | 8                                                                                              |                                                                                                |                                                                                                | 8                                                                                              | Роналдо                                                                                        | 13.4                                                                                           |
| 9                                                                                              | Кан                                                                                            | 8.84                                                                                           | 9                                                                                              | Тери                                                                                           | 8.6                                                                                            | 9                                                                                              | Анри                                                                                           | 9.8                                                                                            | 9                                                                                              |                                                                                                |                                                                                                | 9                                                                                              | Кака                                                                                           | 12.9                                                                                           |
| 10                                                                                             | Фиго                                                                                           | 8.5                                                                                            | 10                                                                                             | Фиго                                                                                           | 8.5                                                                                            | 10                                                                                             | Тери                                                                                           | 9.7                                                                                            | 10                                                                                             |                                                                                                |                                                                                                | 10                                                                                             | Джерард                                                                                        | 11.8                                                                                           |
|                                                                                                |                                                                                                |                                                                                                |                                                                                                |                                                                                                |                                                                                                |                                                                                                |                                                                                                |                                                                                                |                                                                                                |                                                                                                |                                                                                                | 11                                                                                             | Дел Пиеро                                                                                      | 11.5                                                                                           |

## Статистика

### С клубни отбори

#### Обща статистика
Статистиката обхваща всички официални мачове на Падуа и Ювентус. В графата Домашна купа през сезони 95/96, 97/98, 98/99, 02/03 и 05/06 са добавени и мачовете и головете за Суперкупата на Италия. Графа Евротурнири обхваща мачовете и головете в Шампионската лига, Купата на УЕФА и Купа Интертото, както и – през сезон 96/97 – мачовете и головете за Суперкупата на Европа и Междуконтиненталната купа. Според някои статистици головете на Дел Пиеро са с един повече – те броят за негово едно попадение на Павел Недвед срещу Болоня, при което изстреляната от Недвед топка леко се отклонява от Алекс.
| Отбор             | Сезон             | Лига              | Първенство | Първенство | Домашна купа Суперкупа | Домашна купа Суперкупа | Евротурнири Междуконт. купа | Евротурнири Междуконт. купа | Общо   | Общо   |
| Отбор             | Сезон             | Лига              | Мачове     | Голове     | Мачове                 | Голове                 | Мачове                      | Голове                      | Мачове | Голове |
| ----------------- | ----------------- | ----------------- | ---------- | ---------- | ---------------------- | ---------------------- | --------------------------- | --------------------------- | ------ | ------ |
| Падуа             | 1991/1992         | Серия Б           | 4          | 0          | -                      | -                      | -                           | -                           | 4      | 0      |
| Падуа             | 1992/1993         | Серия Б           | 10         | 1          | -                      | -                      | -                           | -                           | 10     | 1      |
| Падуа             | Общо              |                   | 14         | 1          | –                      | –                      | –                           | –                           | 14     | 1      |
| Ювентус           | 1993/1994         | Серия А           | 11         | 5          | 1                      | 0                      | 2                           | 0                           | 14     | 5      |
| Ювентус           | 1994/1995         | Серия А           | 29         | 8          | 10                     | 1                      | 11                          | 1                           | 50     | 10     |
| Ювентус           | 1995/1996         | Серия А           | 29         | 6          | 3                      | 1                      | 11                          | 6                           | 43     | 13     |
| Ювентус           | 1996/1997         | Серия А           | 22         | 8          | 4                      | 0                      | 9                           | 7                           | 35     | 15     |
| Ювентус           | 1997/1998         | Серия А           | 32         | 21         | 5                      | 1                      | 10                          | 10                          | 47     | 32     |
| Ювентус           | 1998/1999         | Серия А           | 8          | 2          | 2                      | 1                      | 4                           | 0                           | 14     | 3      |
| Ювентус           | 1999/2000         | Серия А           | 34         | 9          | 2                      | 1                      | 9                           | 2                           | 45     | 12     |
| Ювентус           | 2000/2001         | Серия А           | 25         | 9          | 2                      | 0                      | 6                           | 0                           | 33     | 9      |
| Ювентус           | 2001/2002         | Серия А           | 32         | 16         | 4                      | 1                      | 10                          | 4                           | 46     | 21     |
| Ювентус           | 2002/2003         | Серия А           | 24         | 16         | 1                      | 2                      | 13                          | 5                           | 38     | 23     |
| Ювентус           | 2003/2004         | Серия А           | 22         | 8          | 5                      | 3                      | 4                           | 3                           | 31     | 14     |
| Ювентус           | 2004/2005         | Серия А           | 30         | 14         | 1                      | 0                      | 10                          | 3                           | 41     | 17     |
| Ювентус           | 2005/2006         | Серия А           | 33         | 12         | 5                      | 5                      | 7                           | 3                           | 45     | 20     |
| Ювентус           | 2006/2007         | Серия Б           | 35         | 20         | 2                      | 3                      | -                           | -                           | 37     | 23     |
| Ювентус           | 2007/2008         | Серия А           | 37         | 21         | 4                      | 3                      | -                           | -                           | 41     | 24     |
| Ювентус           | 2008/2009         | Серия А           | 31         | 13         | 3                      | 2                      | 9                           | 6                           | 43     | 21     |
| Ювентус           | 2009/2010         | Серия А           | 23         | 9          | 1                      | 2                      | 5                           | 0                           | 42     | 11     |
| Ювентус           | 2010/2011         | Серия А           | 33         | 8          | 2                      | 0                      | 10                          | 3                           | 40     | 11     |
| Ювентус           | 2011/2012         | Серия А           | 23         | 3          | 5                      | 2                      | 0                           | 0                           | 28     | 5      |
| Ювентус           | Общо              |                   | 513        | 208        | 56                     | 25                     | 127                         | 51                          | 705    | 290    |
| Сидни             | 2012/2013         |                   | 24         | 14         | 0                      | 0                      | 0                           | 0                           | 24     | 14     |
| Сидни             | 2013/2014         |                   | 24         | 10         | 0                      | 0                      | 0                           | 0                           | 24     | 10     |
| Сидни             | Общо              |                   | 48         | 24         | 0                      | 0                      | 0                           | 0                           | 48     | 24     |
| Делхи Динамос     | 2014/2015         |                   | 10         | 1          | 0                      | 0                      | 0                           | 0                           | 10     | 1      |
| Делхи Динамос     | Общо              |                   | 10         | 1          | 0                      | 0                      | 0                           | 0                           | 10     | 1      |
| За цялата кариера | За цялата кариера | За цялата кариера | 585        | 234        | 56                     | 25                     | 127                         | 51                          | 777    | 316    |

#### Юбилейни мачове за Ювентус
- 1: Фоджа – Ювентус 1:1, Серия А, 12 септември 1993
- 50: Ювентус – Борусия Дортмунд 2:2, Купа на УЕФА, 4 април 1995
- 100: Ювентус – Нант 2:0, Шампионска лига, 3 април 1996
- 150: Ювентус – Лече 2:0, Копа Италия, 15 октомври 1997
- 200: Ювентус – Интер 1:0, Серия Б, 25 октомври 1998
- 250: Бреша – Ювентус, 0:0, Копа Италия, 16 септември 2000
- 300: Ювентус – Байер Леверкузен, 4:0, Шампионска лига, 29 ноември 2001
- 350: Ювентус – Реджана, 5:0, Серия А, 12 януари 2003
- 400: Аякс – Ювентус 0:1, Шампионска лига, 15 септември 2004
- 450: Рома – Ювентус, 1:4 Серия А, 19 ноември 2005
- 500: Ювентус – Бари, 4:2 Серия Б, 20 януари 2007
- 550: Ювентус – Наполи, 1:0 Серия А, 16 март 2008
- 553: Палермо – Ювентус, 3:2 Серия А, 6 април 2008

#### Юбилейни голове за Ювентус
- 1: Ювентус – Реджана 4:0, Серия А, 19 септември 1993
- 50: Бари – Ювентус 0:5, Серия А, 19 октомври 1997
- 100: Ювентус – Венеция 4:0, Серия А, 26 август 2001
- 150: Ювентус – Сиена 2:1, Копа Италия, 18 декември 2003
- 183: Ювентус – Фиорентина 4:1, Копа Италия, 10 януари 2006
- 200: Ювентус – Фрозиноне 1:0, Серия Б, 28 октомври 2006
- 250: Ювентус – Реджина, 4:0, Серия А, 30 ноември 2008

#### Хеттрикове
- 1: Ювентус – Парма 4:0, Серия А, 20 март 1994
- 2: Ювентус – Емполи 5:2, Серия А, 21 декември 1997
- 3: Ювентус – Монако 4:1, Шампионска лига, 4 януари 1998
- 4: Ювентус – Сиена 4:2, Серия А, 18 януари 2004
- 5: Ювентус – Фиорентина 4:1, Копа Италия, 10 януари 2006
- 6: Ювентус – Кротоне 5:0, Серия Б, 17 февруари 2007
- 7: Ювентус – Пиаченца, 4:0, Серия Б, 4 март 2007
- 8: Аталанта – Ювентус, 0:4, Серия А, 20 април 2008

### С националния отбор

#### Обща статистика
| Година | Треньор        | Световно п-во | Световно п-во | Европейско п-во | Европейско п-во | Квалификации | Квалификации | Приятелски срещи | Приятелски срещи | Общо   | Общо   |
| Година | Треньор        | Мачове        | Голове        | Мачове          | Голове          | Мачове       | Голове       | Мачове           | Голове           | Мачове | Голове |
| ------ | -------------- | ------------- | ------------- | --------------- | --------------- | ------------ | ------------ | ---------------- | ---------------- | ------ | ------ |
| 1995   | Саки           | -             | -             | -               | -               | 5            | 1            | 2                | 0                | 7      | 1      |
| 1996   | Саки           | -             | -             | 1               | 0               | 0            | 0            | 3                | 2                | 4      | 2      |
| 1997   | Малдини        | -             | -             | -               | -               | 3            | 0            | 3                | 4                | 6      | 4      |
| 1998   | Малдини Дзоф   | 4             | 0             | -               | -               | 2            | 2            | 2                | 1                | 8      | 3      |
| 1999   | Дзоф           | -             | -             | -               | -               | 1            | 0            | 1                | 0                | 2      | 0      |
| 2000   | Дзоф Трапатони | -             | -             | 6               | 1               | 3            | 2            | 4                | 1                | 13     | 4      |
| 2001   | Трапатони      | -             | -             | -               | -               | 5            | 3            | 1                | 0                | 6      | 3      |
| 2002   | Трапатони      | 3             | 1             | -               | -               | 3            | 3            | 5                | 1                | 11     | 5      |
| 2003   | Трапатони      | -             | -             | -               | -               | 3            | 2            | 1                | 0                | 4      | 2      |
| 2004   | Трапатони Липи | -             | -             | 3               | 0               | 1            | 1            | 2                | 0                | 6      | 1      |
| 2005   | Липи           | -             | -             | -               | -               | 1            | 0            | 3                | 0                | 4      | 0      |
| 2006   | Липи Донадони  | 5             | 1             | -               | -               | 1            | 0            | 3                | 1                | 9      | 2      |
| 2007   | Донадони       | -             | -             | -               | -               | 4            | 0            | 1                | 0                | 5      | 0      |
| 2008   | Донадони Липи  | -             | -             | 3               | 0               | 1            | 0            | 2                | 0                | 6      | 0      |
| Общо   | Общо           | 12            | 2             | 10              | 1               | 33           | 14           | 33               | 10               | 91     | 27     |

### Голове с Националния отбор
Някои източници посочват първия гол срещу Литва като автогол на Арунас Суилка, например според сайта за футболна статистика RSSSF. Според други сайтове за статистика като myjuve.it, сайта с всички резултати на националния отбор на Литва и др. голът е дело на Дел Пиеро. На сайта на италианския футболен съюз голът е записан на името на Дел Пиеро, но със забележка, че това всъщност е автогол.
| # | Дата             | Стадион                         | Противник           | Вратар             | Минута | Резултат  | Състезание |
| --- | ---------------- | ------------------------------- | ------------------- | ------------------ | ------ | --------- | ---------- |
| 1 | 15 ноември 1995  | Стадио Комунале, Реджо Калабрия | Литва               | Гинтарас Стауче    | 52     | 4:0 (1:0) | ЕК         |
| 2 | 24 януари 1996   | Либеро Либерати, Терни          | Уелс                | Невил Саутхол      | 1      | 3:0 (1:0) | П          |
| 3 | 29 май 1996      | Джовани Зини, Кремона           | Белгия              | Валтер ван де Вале | 25     | 2:2 (1:2) | П          |
| 4 | 22 януари 1997   | Ла Фаворита, Палермо            | Северна Ирландия    | Томи Райт          | 88     | 2:0 (2:0) | П          |
| 5 | 8 юни 1997       | Стад Жерлан, Лион               | Бразилия            | Тафарел            | 6      | 3:3 (1:0) | П          |
| 6 | 8 юни 1997       | Стад Жерлан, Лион               | Бразилия            | Тафарел            | 61     | 3:3 (3:1) | П          |
| 7 | 11 юни 1997      | Парк де Пренс, Париж            | Франция             | Лионел Шарбоние    | 90     | 2:2 (2:2) | П          |
| 8 | 28 януари 1998   | Стадио Чибали, Катания          | Словакия            | Александер Менцел  | 53     | 3:0 (2:0) | П          |
| 9 | 10 октомври 1998 | Стадио Фриули, Удине            | Швейцария           | Андреас Хилфикер   | 19     | 2:0 (1:0) | ЕК         |
| 10 | 10 октомври 1998 | Стадио Фриули, Удине            | Швейцария           | Андреас Хилфикер   | 61     | 2:0 (2:0) | ЕК         |
| 11 | 23 февруари 2000 | Ла Фаворита, Палермо            | Швеция              | Магнус Хедман      | 80     | 1:0 (1:0) | П          |
| 12 | 19 юни 2000      | Филипс Стадион, Айндховен       | Швеция              | Магнус Хедман      | 88     | 2:1 (2:1) | ЕП         |
| 13 | 11 октомври 2000 | Стадио дел Конеро, Анкона       | Грузия              | Давид Гварамадзе   | 46     | 2:0 (1:0) | СК         |
| 14 | 11 октомври 2000 | Стадио дел Конеро, Анкона       | Грузия              | Давид Гварамадзе   | 88     | 2:0 (2:0) | СК         |
| 15 | 15 ноември 2000  | Стадио Нерео Роко, Триест       | Литва               | Гинтарас Стауче    | 49     | 4:0 (2:0) | СК         |
| 16 | 15 ноември 2000  | Стадио Нерео Роко, Триест       | Литва               | Гинтарас Стауче    | 79     | 4:0 (3:0) | СК         |
| 17 | 6 октомври 2001  | Стадио Енио Тардини, Парма      | Унгария             | Габор Кирай        | 45     | 1:0 (1:0) | СК         |
| 18 | 13 февруари 2002 | Стадио Чибали, Катания          | САЩ                 | Брад Фрийдъл       | 63     | 1:0 (1:0) | П          |
| 19 | 13 юни 2002      | Кюшу Секию Доум, Оита           | Мексико             | Оскар Перес        | 84     | 1:1 (1:1) | СП         |
| 20 | 7 септември 2002 | Тофик Бахрамов, Баку            | Азербайджан         | Дмитрий Крамаренко | 65     | 0:2 (0:2) | ЕК         |
| 21 | 12 октомври 2002 | Стадио Сан Паоло, Неапол        | Сърбия и Черна гора | Драгослав Йеврич   | 39     | 1:1 (1:1) | ЕК         |
| 22 | 16 октомври 2002 | Милениум Стейдиъм, Кардиф       | Уелс                | Пол Джоунс         | 32     | 2:1 (1:1) | ЕК         |
| 23 | 11 юни 2003      | Олимпийски стадион, Хелзинки    | Финландия           | Юси Яскилайнен     | 73     | 0:2 (0:2) | ЕК         |
| 24 | 6 септември 2003 | Джузепе Меаца, Милано           | Уелс                | Пол Джоунс         | 75     | 4:0 (4:0) | ЕК         |
| 25 | 8 септември 2004 | Стадионул Републикан, Кишинев   | Молдова             | Евгений Хмарук     | 32     | 0:1 (0:1) | СК         |
| 26 | 1 март 2006      | Артемио Франки, Флоренция       | Германия            | Йенс Леман         | 57     | 4:1 (4:0) | П          |
| 27 | 4 юли 2006       | ФИФА ВМ Щадион, Дортмунд        | Германия            | Йенс Леман         | 120    | 0:2 (0:2) | СП         |
| СП = Световно първенство, ЕП = Европейско първенство, СК = Световна квалификация, ЕК = Европейска квалификация, П = Приятелски мач Последна промяна: 28 декември 2008 |                  |                                 |                     |                    |        |           |            |

### Голов коефициент
| Общо за кариерата | Общо за кариерата | Общо за кариерата | Общо за кариерата |
| Отбор             | Мачове            | Голове            | Голове на мач     |
| ----------------- | ----------------- | ----------------- | ----------------- |
| Клубни отбори     | 777               | 316               | 0,41              |
| Италия            | 091               | 027               | 0,3               |
| Общо              | 868               | 343               | 0,4               |